# Ambroise Tardieu (graveur)
Pour les articles homonymes, voir Ambroise Tardieu et Tardieu (patronyme).
Ambroise Tardieu, né le 2 mars 1788 à Paris où il est mort le 17 janvier 1841, est un cartographe et graveur français.

## Biographie

### Naissance et formation
Ambroise Tardieu, fils du graveur et cartographe Antoine-François Tardieu, a été formé dès son plus jeune âge par son oncle, Pierre Alexandre Tardieu (1756-1844).
Son grand-père Pierre-Joseph Tardieu (ca 1724-1793), et son arrière-grand-père Claude (ou Jean-Claude) Tardieu (1680-1754) étaient également graveurs.

### Graveur officiel
Il fut nommé graveur géographique officiel pour le gouvernement français, pour lequel il a reçu une petite allocation. Il fut notamment graveur géographe du Dépôt de la Marine et du Dépôt des fortifications, dont il dirigea les travaux de 1811 à 1814. Pour mieux gagner sa vie qu'avec ce maigre salaire, il a commencé à échanger des copies, des livres et des cartes. Il est connu pour les plus de 800 portraits de nombreux scientifiques contemporains, gravés tout au long de sa carrière.
Ambroise Tardieu a publié un certain nombre d'atlas, dont l'un fut édité en 1842 sous le titre Atlas universel de géographie, ancienne et moderne / par Ambroise Tardieu dressé par Ambroise Tardieu pour l'intelligence de la Géographie universelle par Malte-Brun.
Ambroise Tardieu publia notamment la revue la Muse française, à partir de 1823, en se qualifiant d'éditeur. Il était membre de la Société de géographie.

### Famille et mort
Marié en 1816 à Anne-Charlotte Virginie Boulland (1798-1873), Ambroise Tardieu est le père du médecin légiste Auguste Ambroise Tardieu (1818–1879) qui était aussi un artiste et un savant célèbre en médecine légiste et qui a fourni les illustrations pour l'ouvrage de Pierre Rayer en trois volumes Traité des maladies des reins (1839-1841).

## Portraits gravés

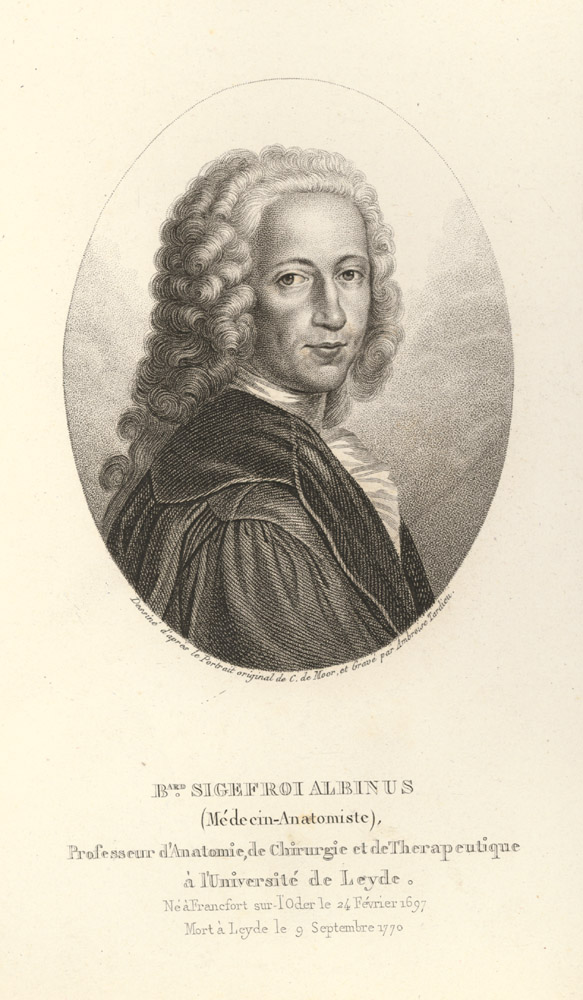
Bernhard Siegfried Albinus
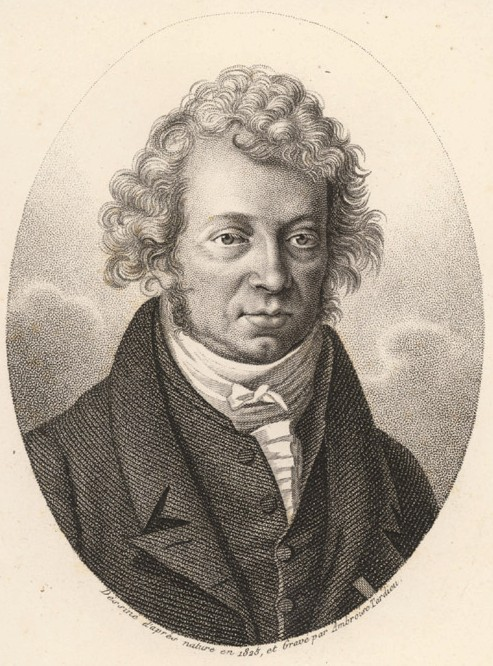
André-Marie Ampère
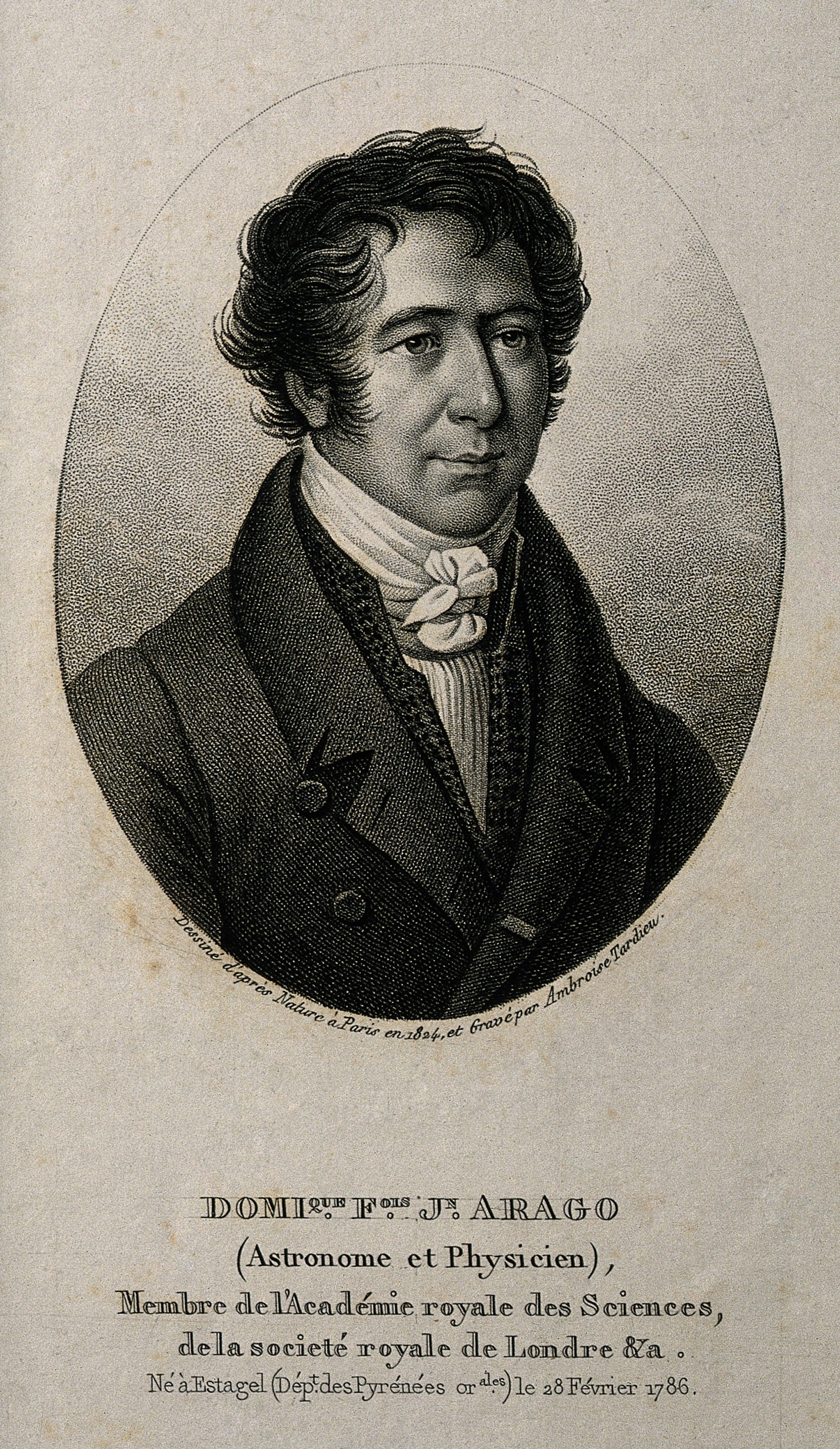
François Arago
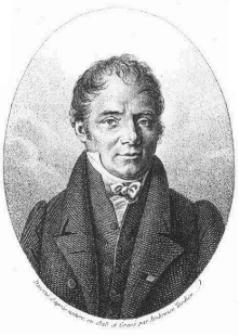
Jean-Pierre-Joseph d'Arcet
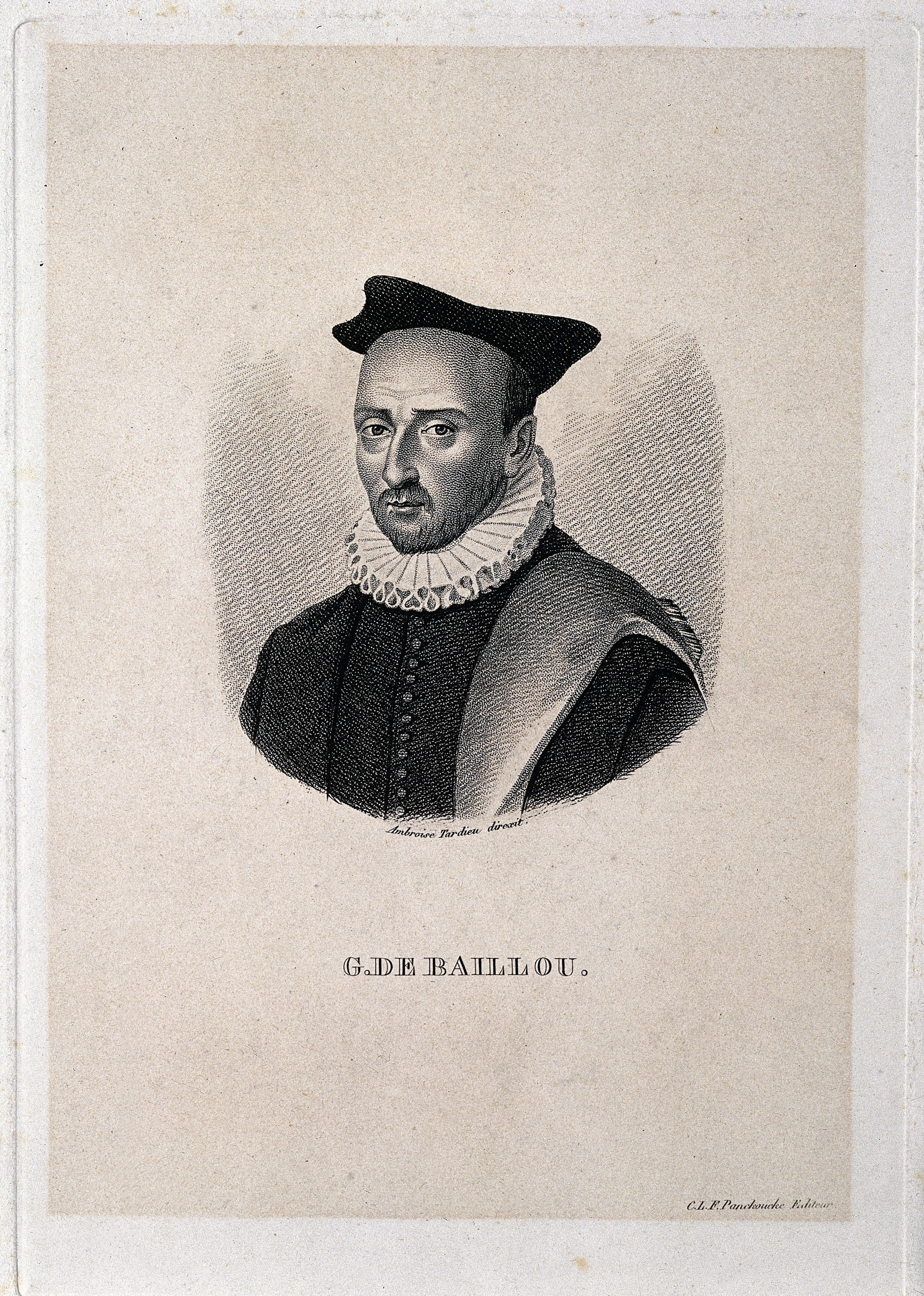
Guillaume de Baillou
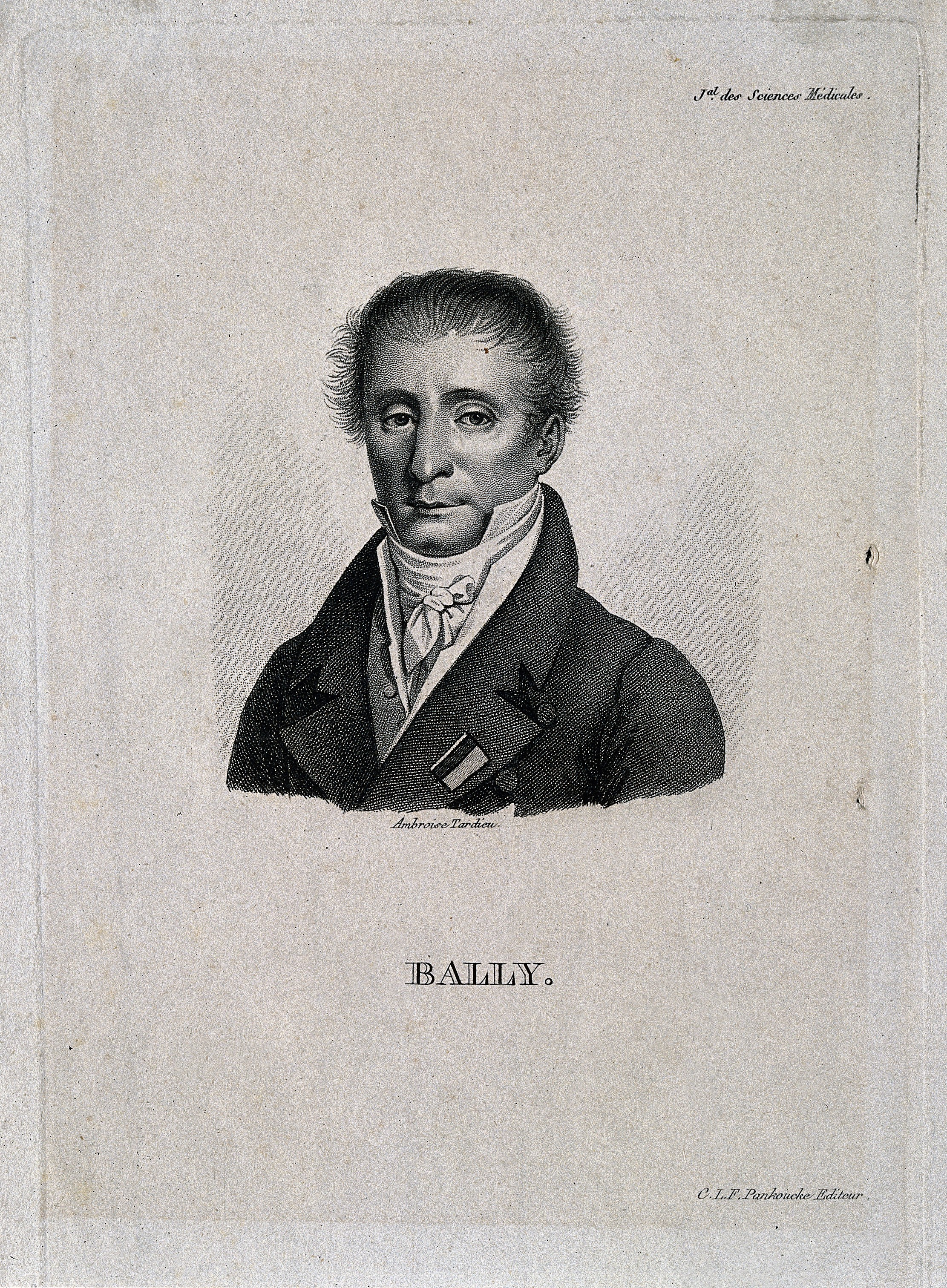
François-Victor Bally
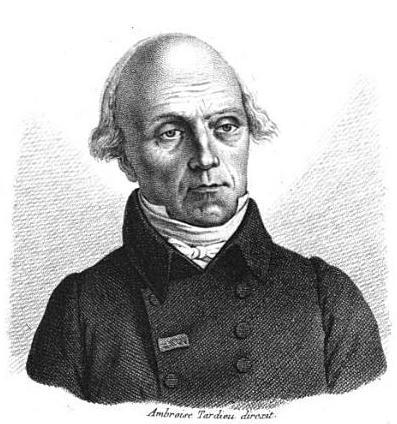
Nicolas François Bellart
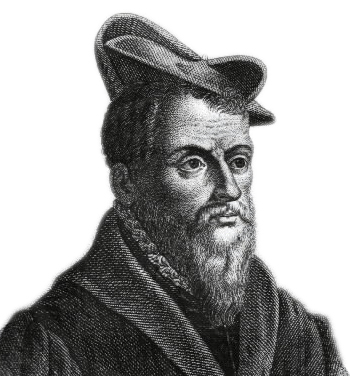
Pierre Belon
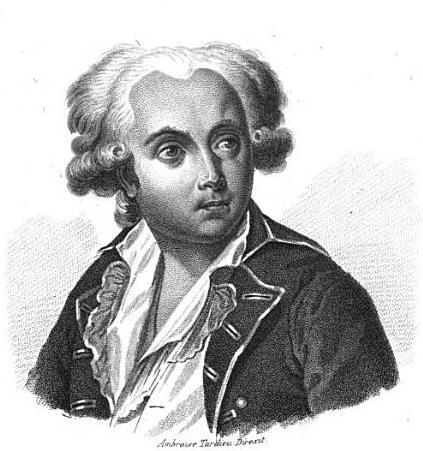
Nicolas Bergasse
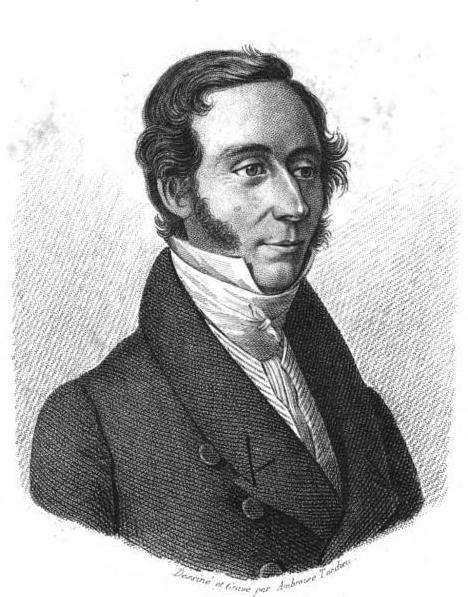
Saint-Albin Berville
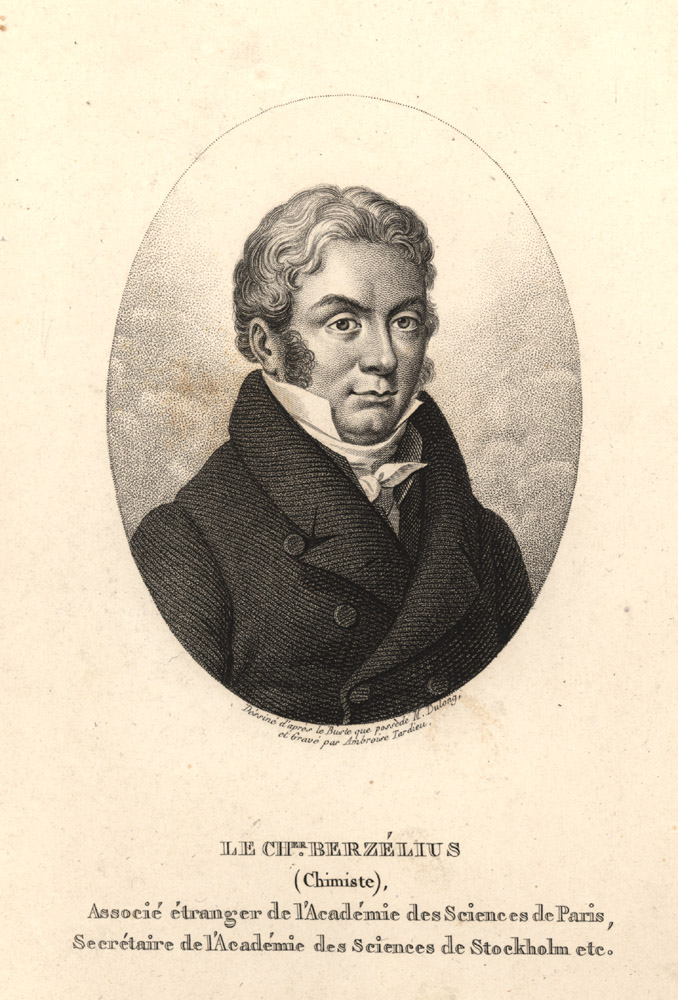
Jöns Jacob Berzelius
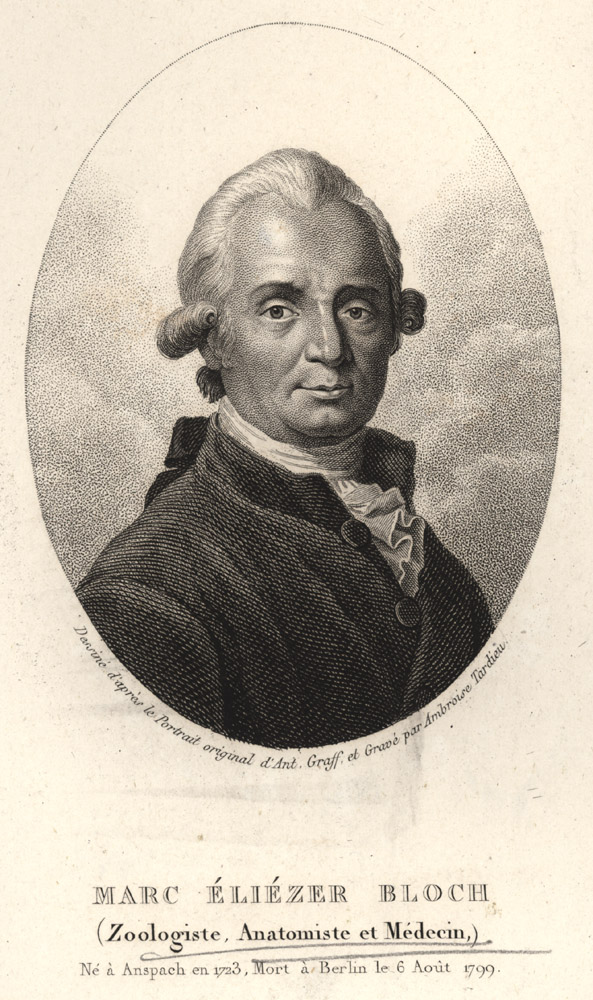
Marcus Elieser Bloch
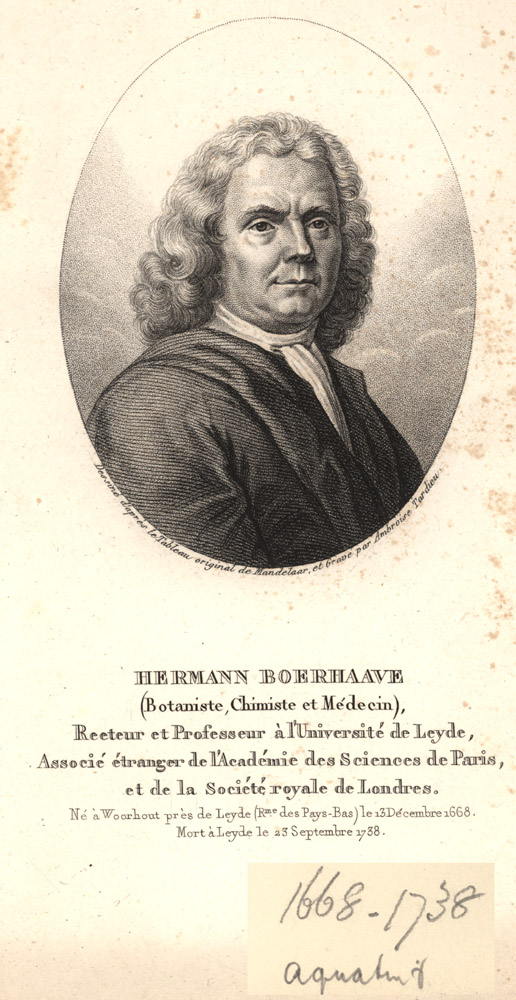
Hermann Boerhaave
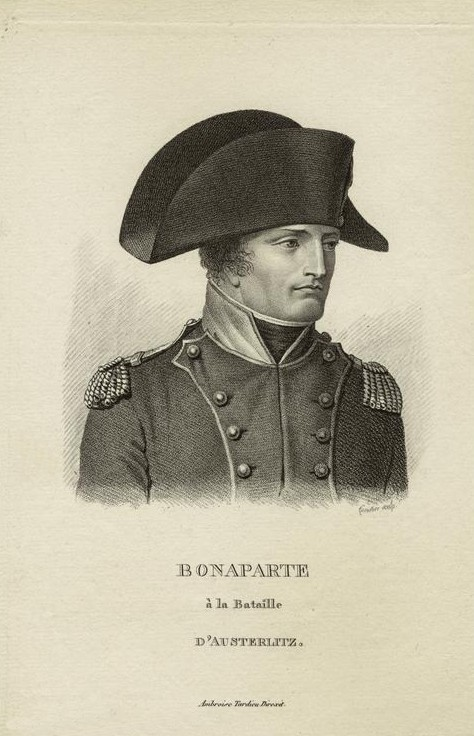
Napoléon Bonaparte à Austerlitz
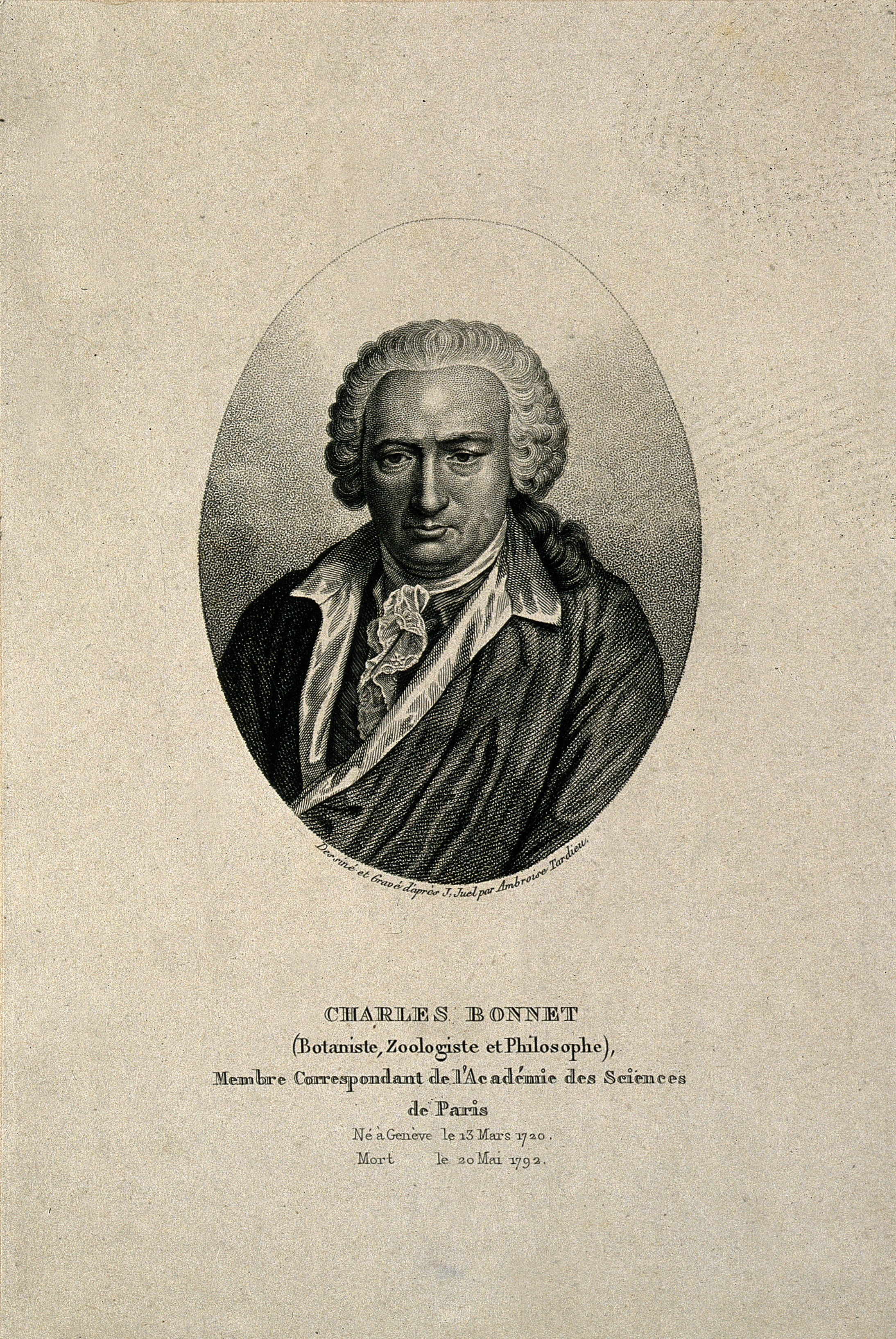
Charles Bonnet
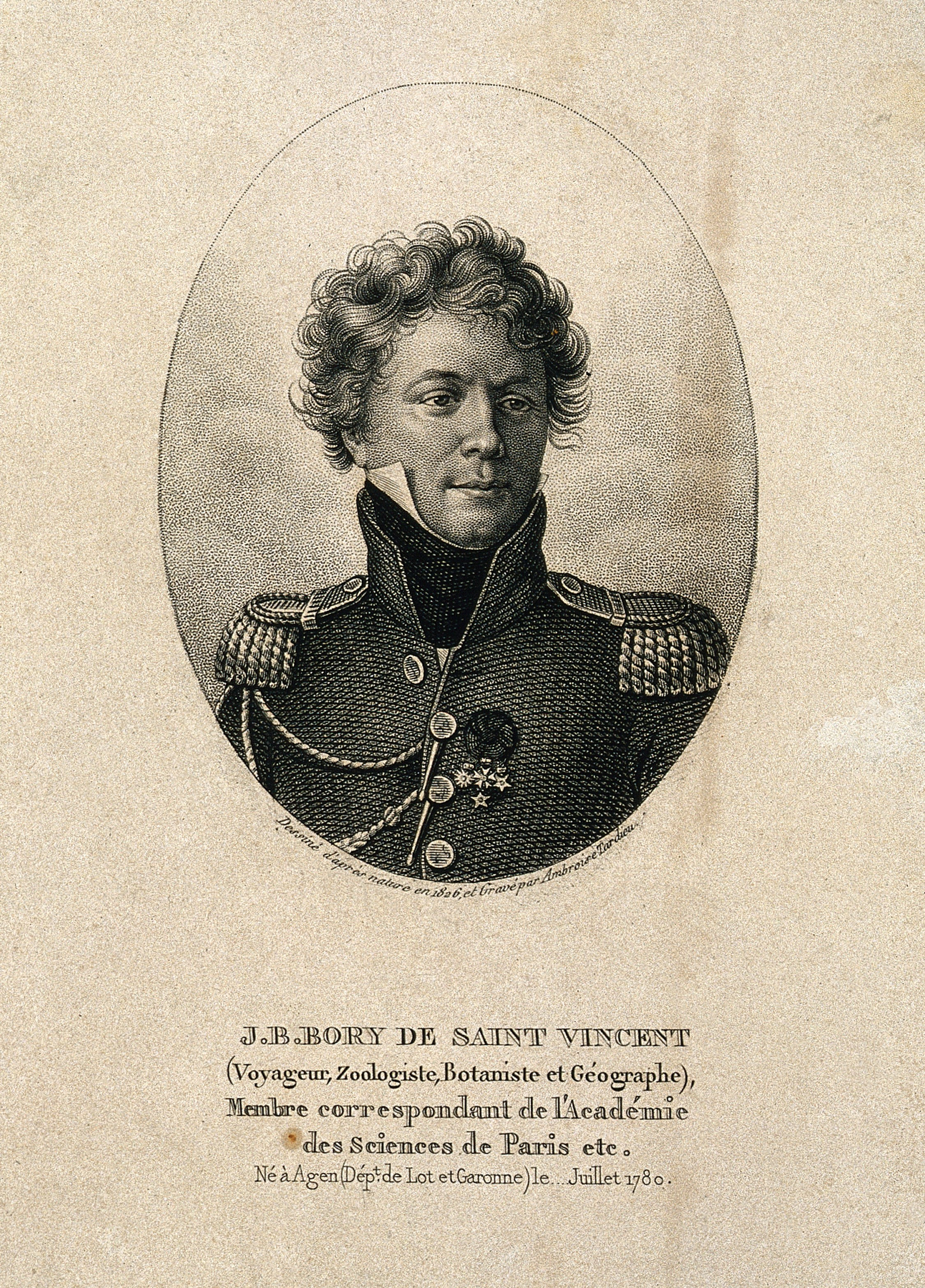
Jean-Baptiste Bory de Saint-Vincent
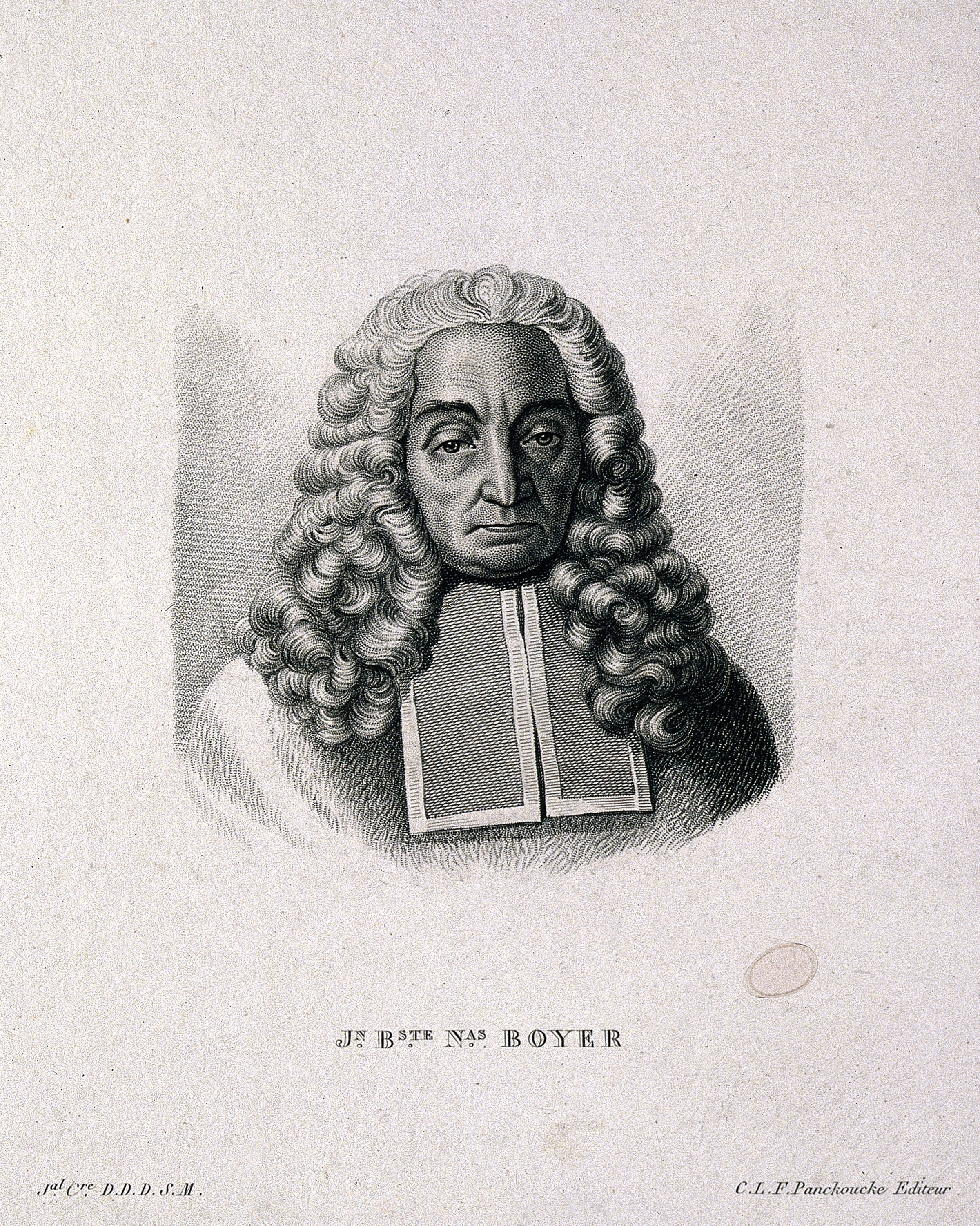
Jean Baptiste Nicolas Boyer de Paradis
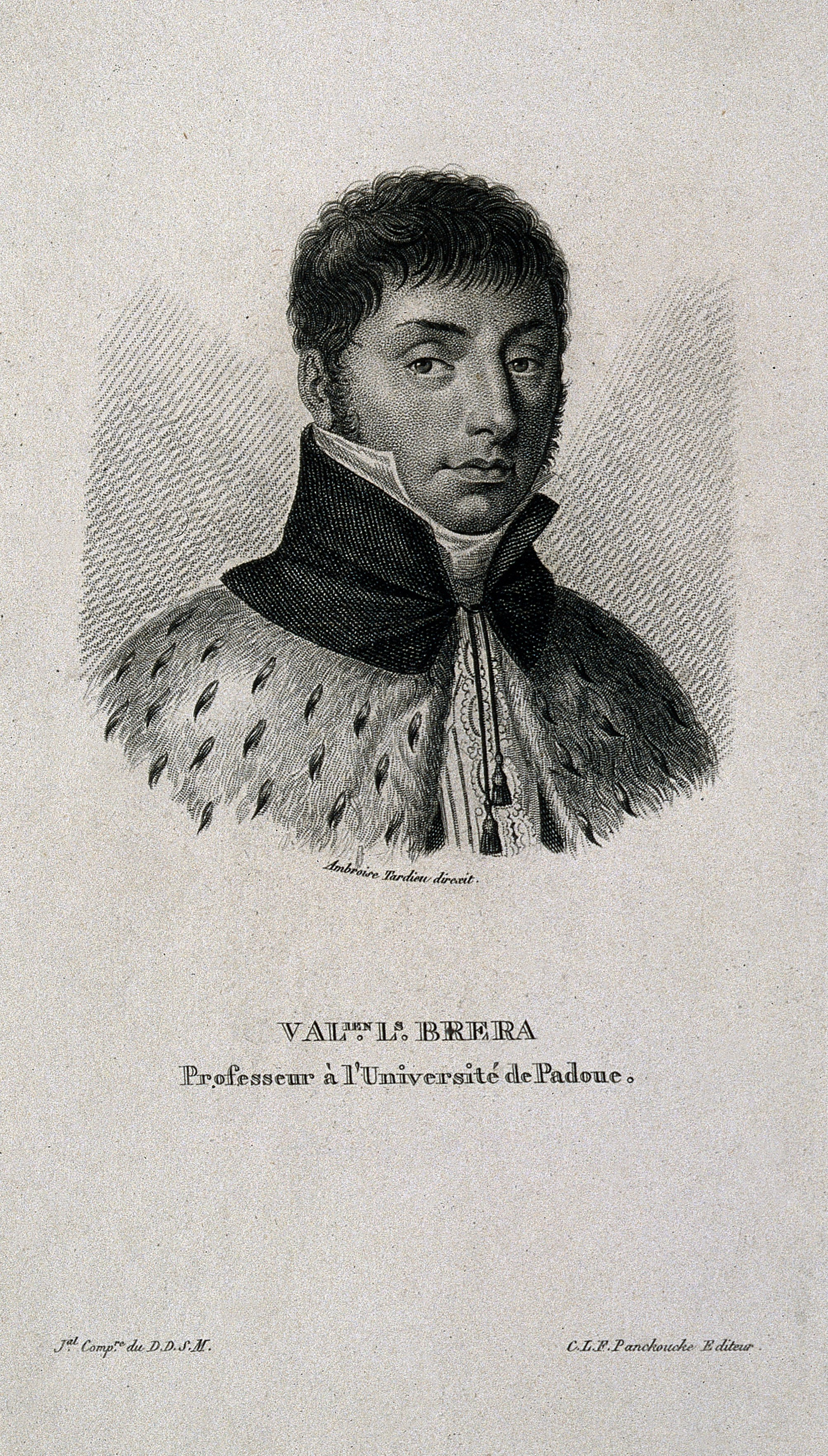
Valeriano Luigi Brera
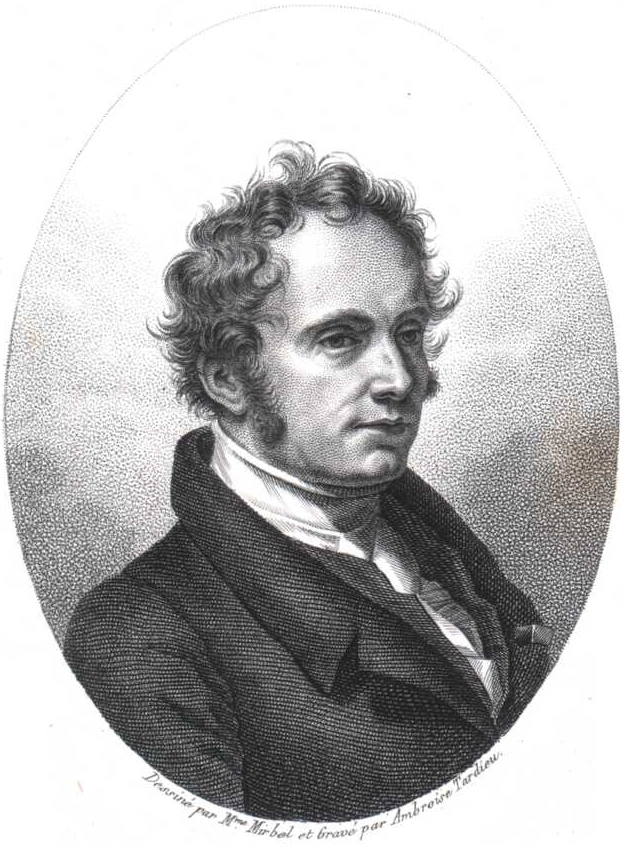
Charles-François Brisseau de Mirbel
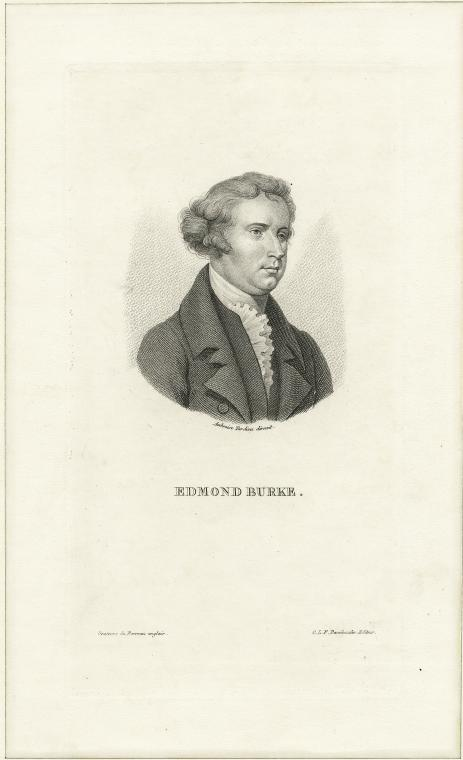
Edmund Burke
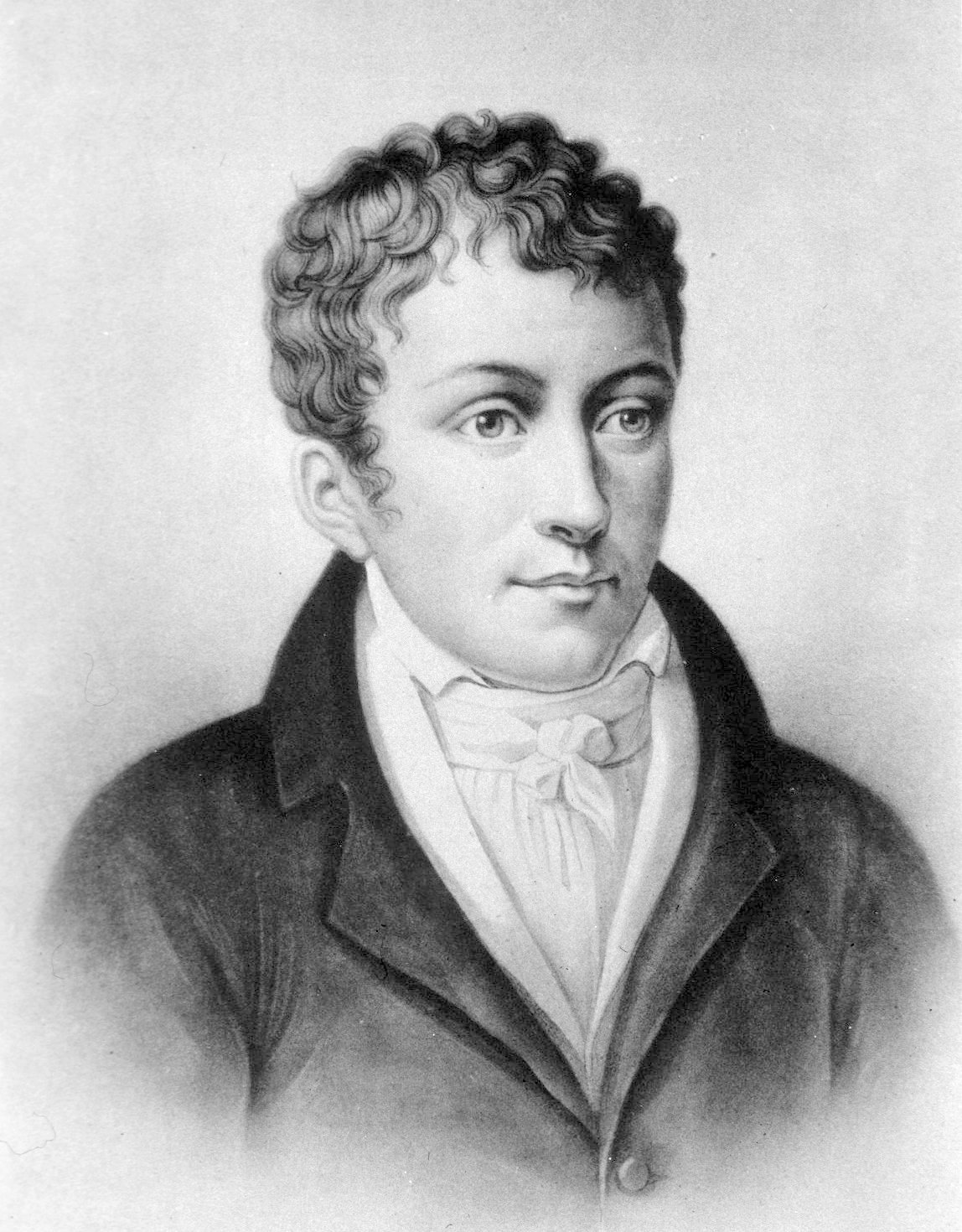
Pierre Jean Georges Cabanis
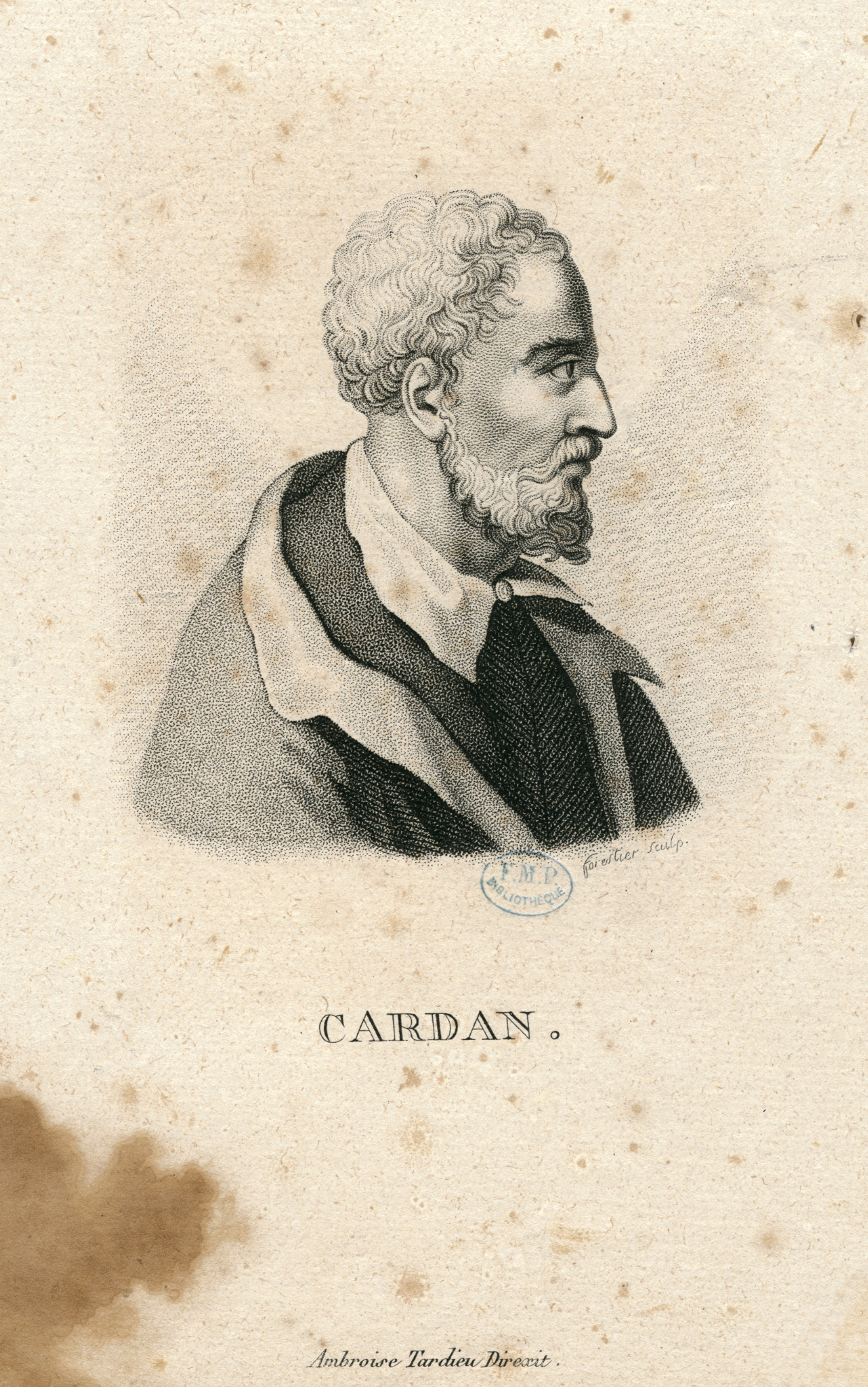
Jérôme Cardan
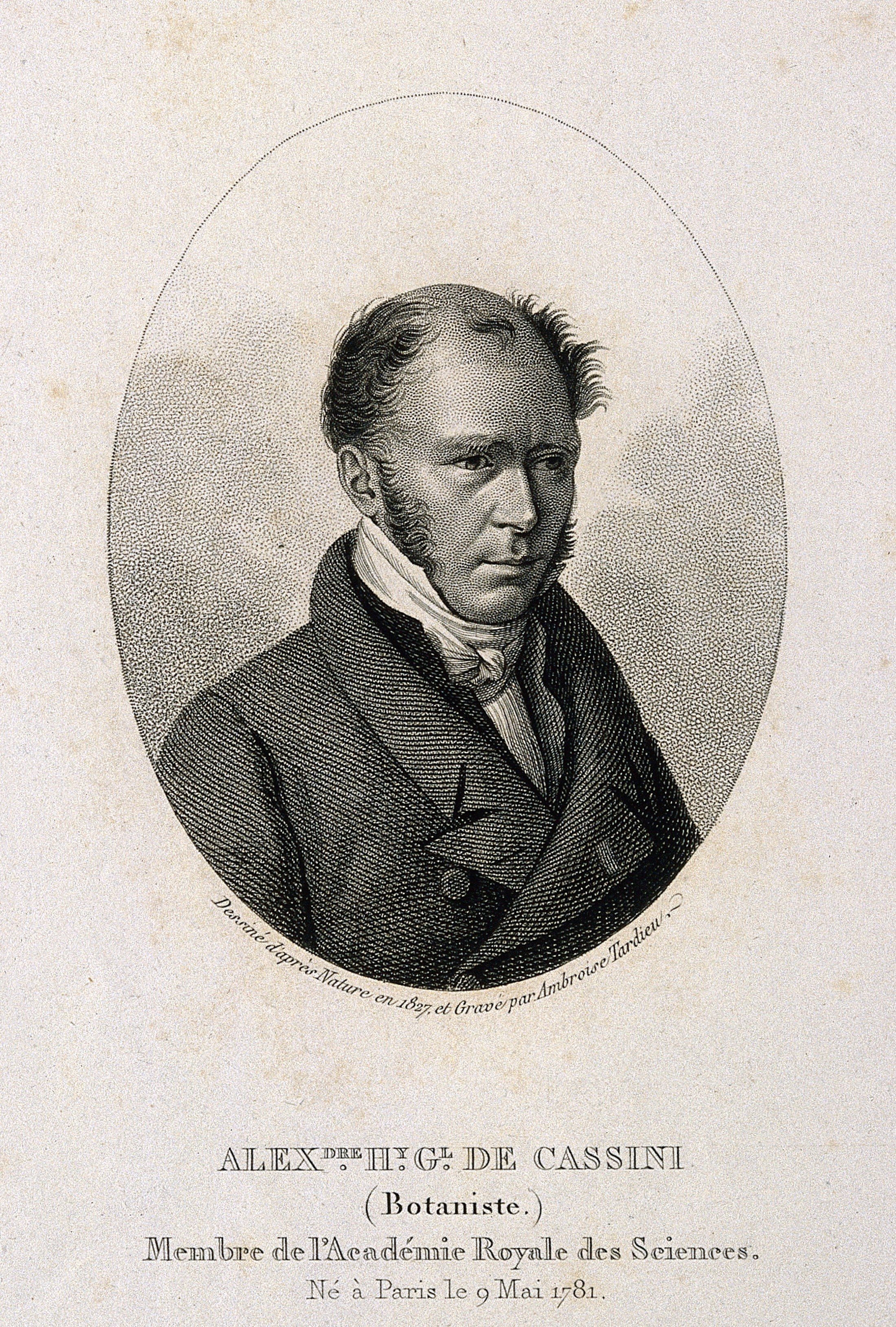
Alexandre Henri Gabriel de Cassini
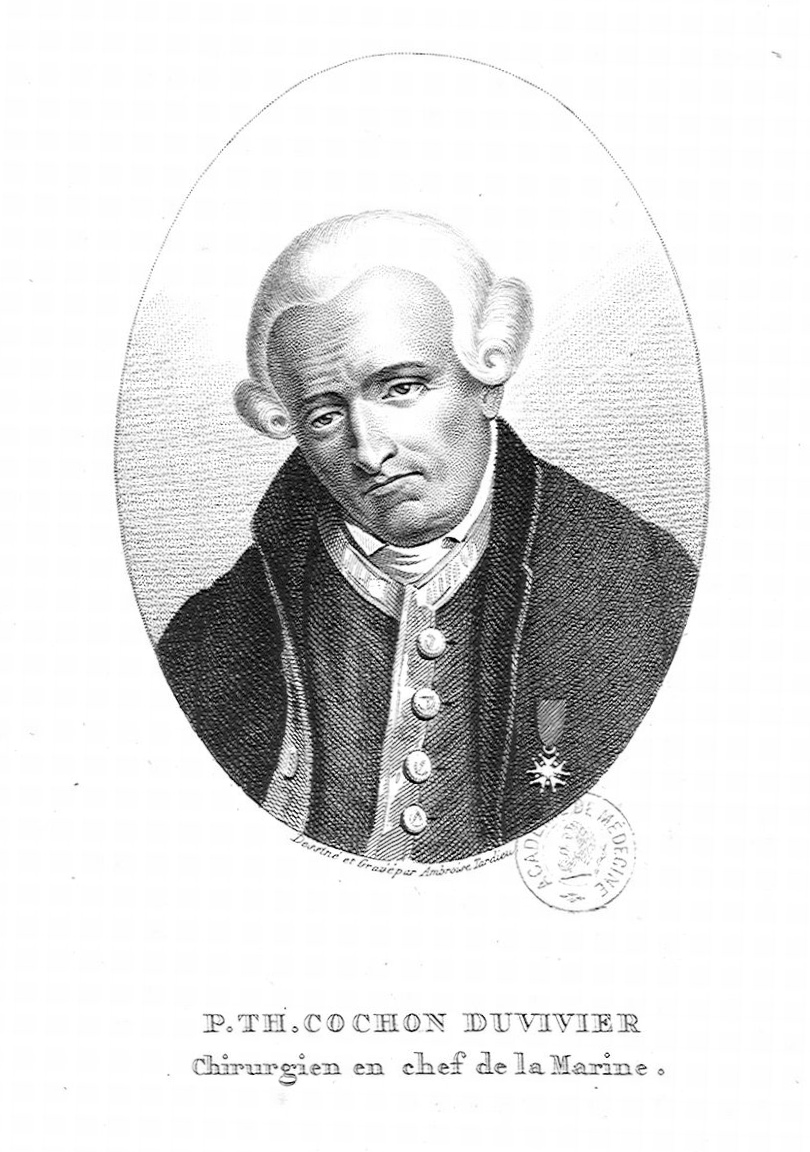
Pierre-Jacques-Thomas Cochon-Duvivier
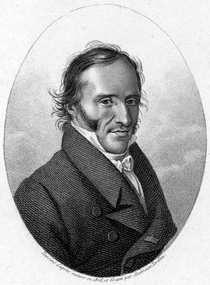
Frédéric Cuvier
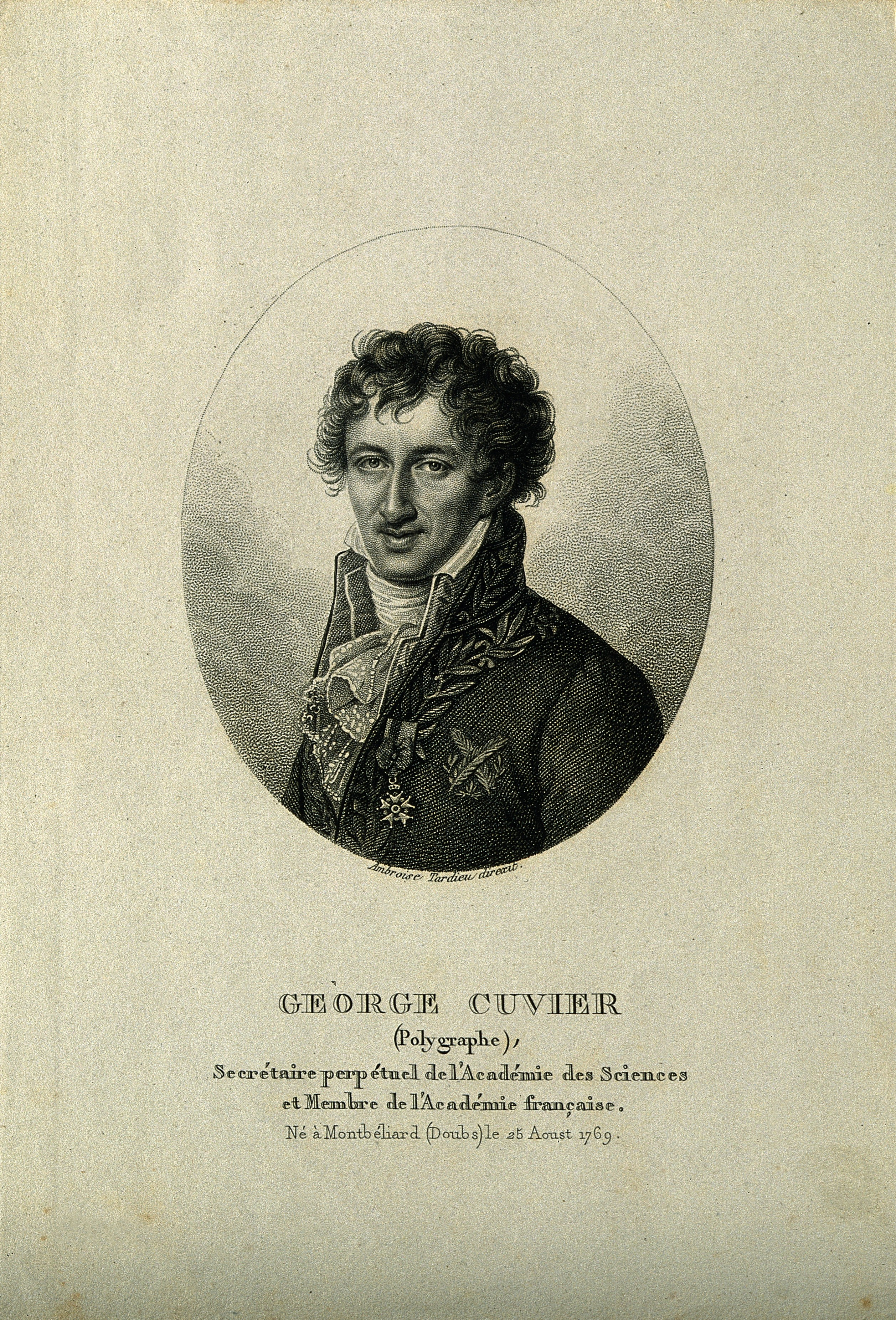
Georges Cuvier
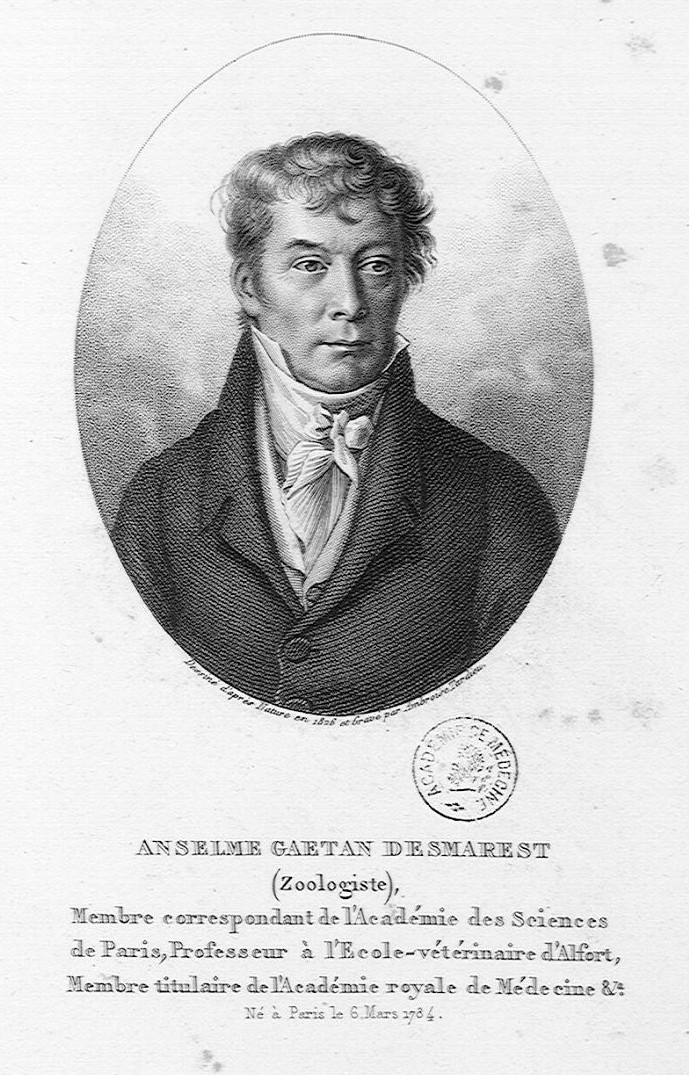
Anselme Gaetan Desmarest
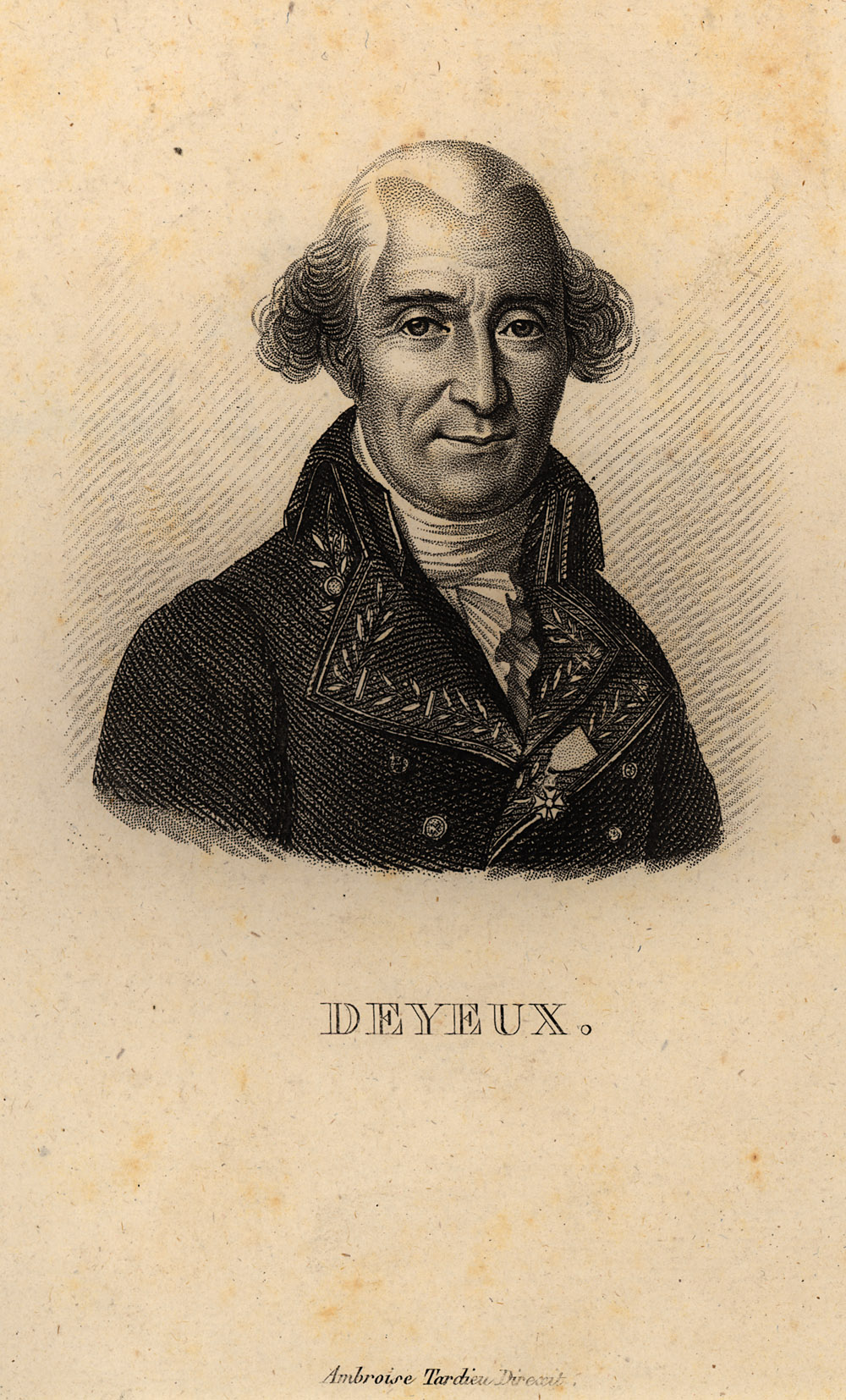
Nicolas Deyeux
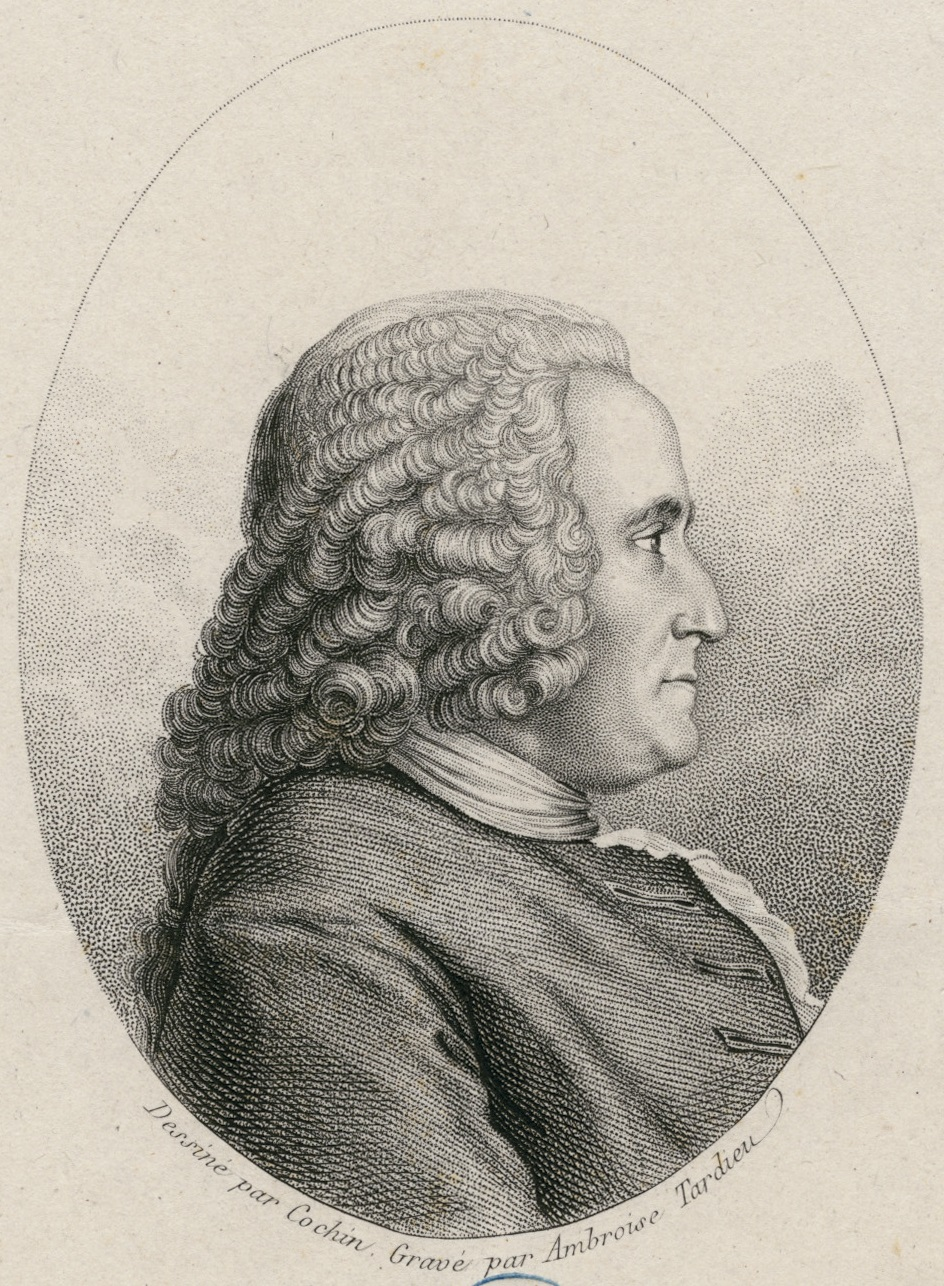
Denis Dodart
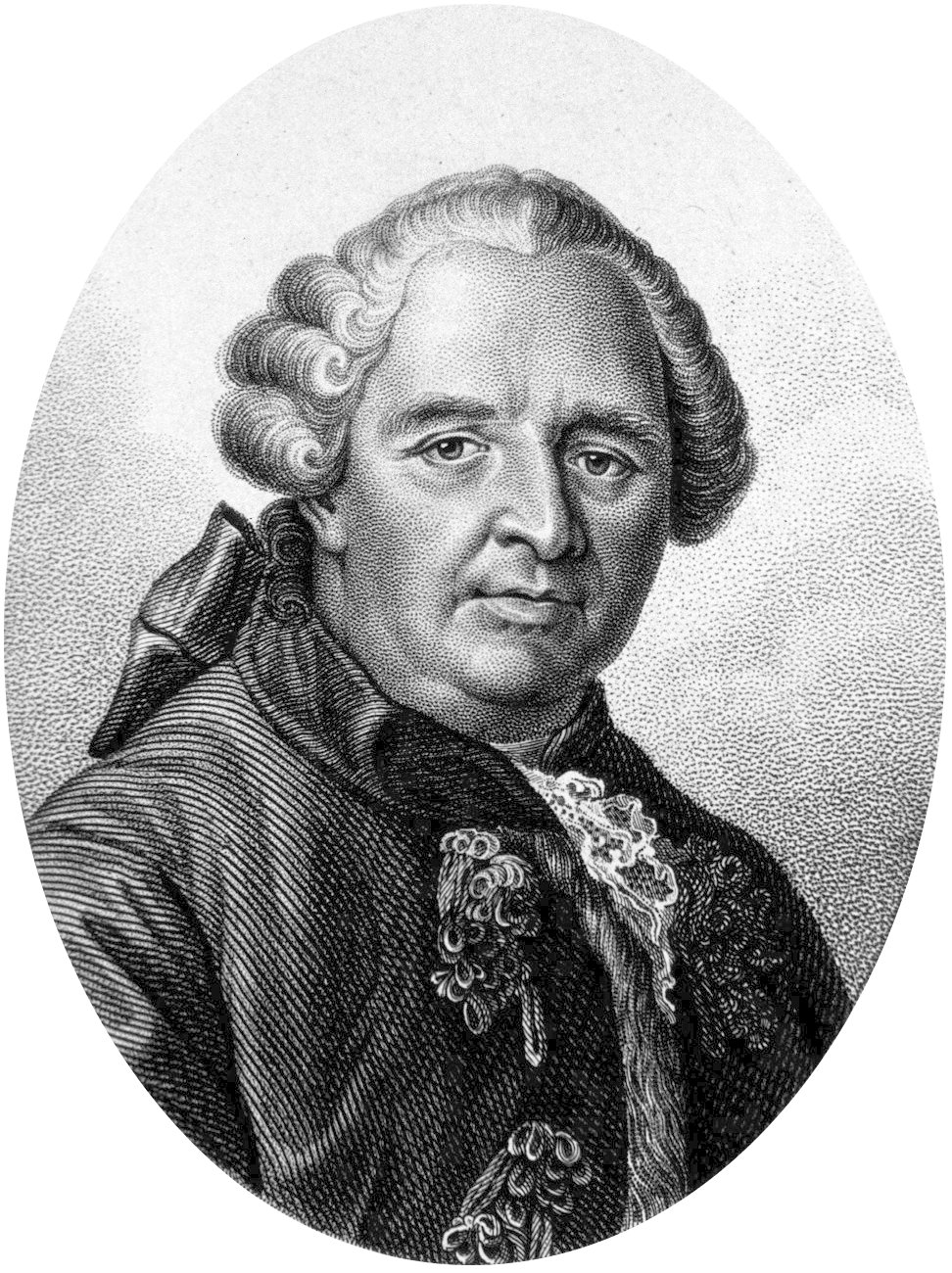
Henri Louis Duhamel du Monceau
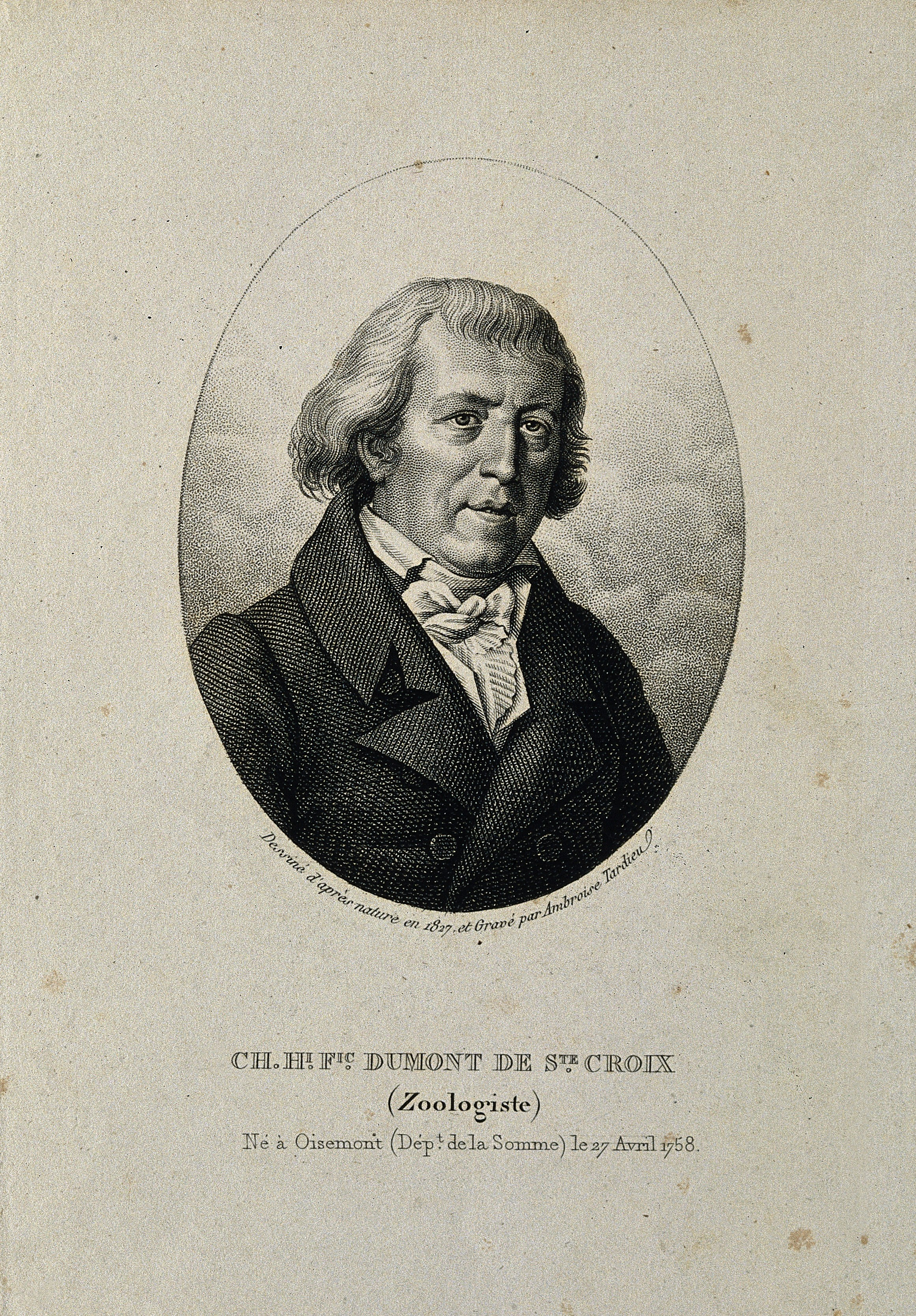
Charles Henri Frédéric Dumont de Sainte-Croix
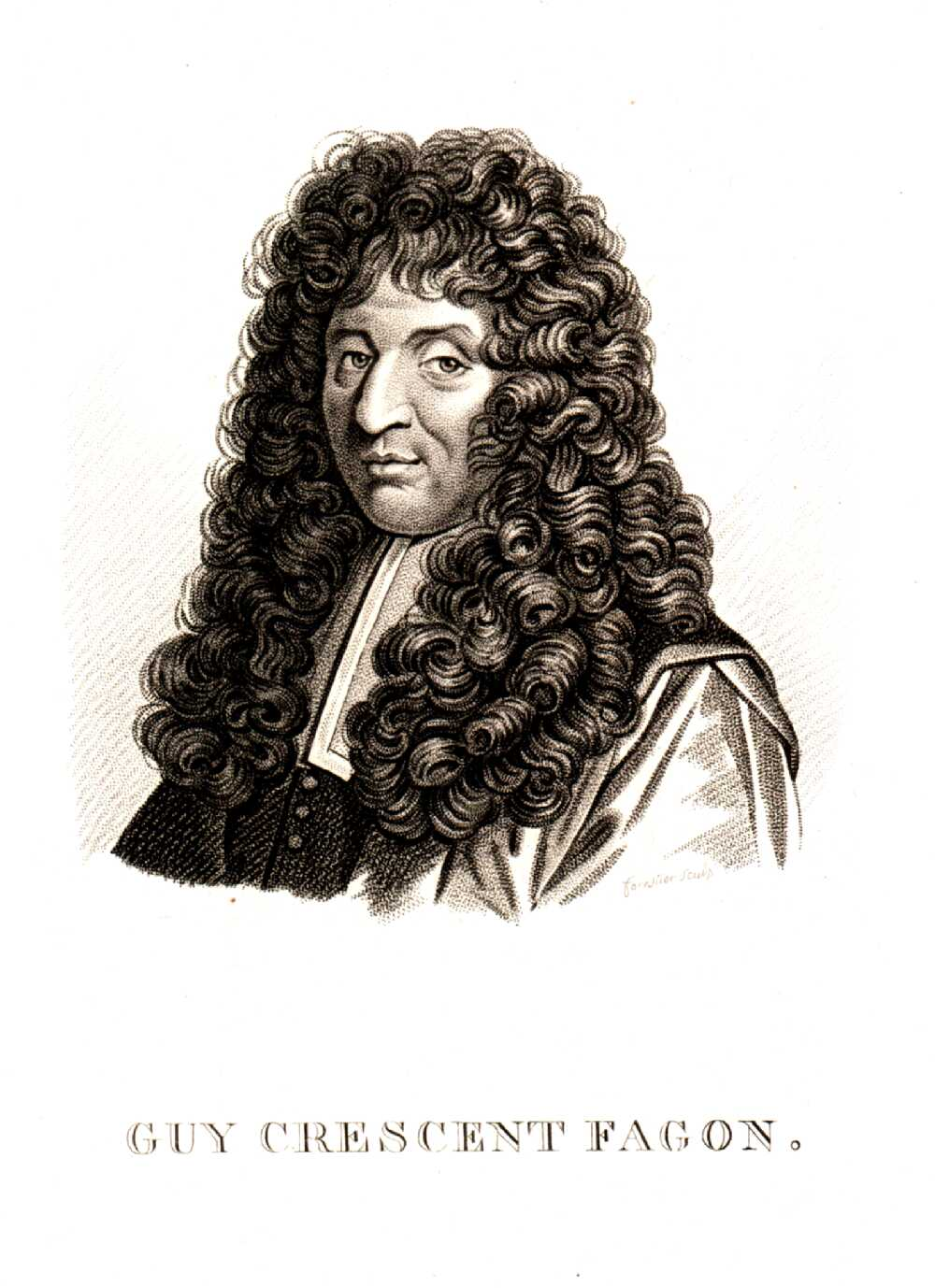
Guy-Crescent Fagon
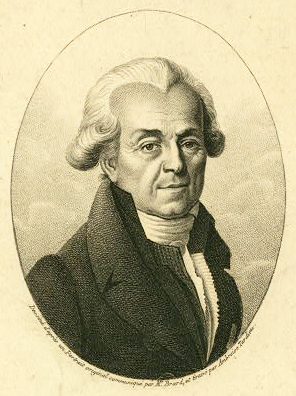
Barthélemy Faujas de Saint-Fond
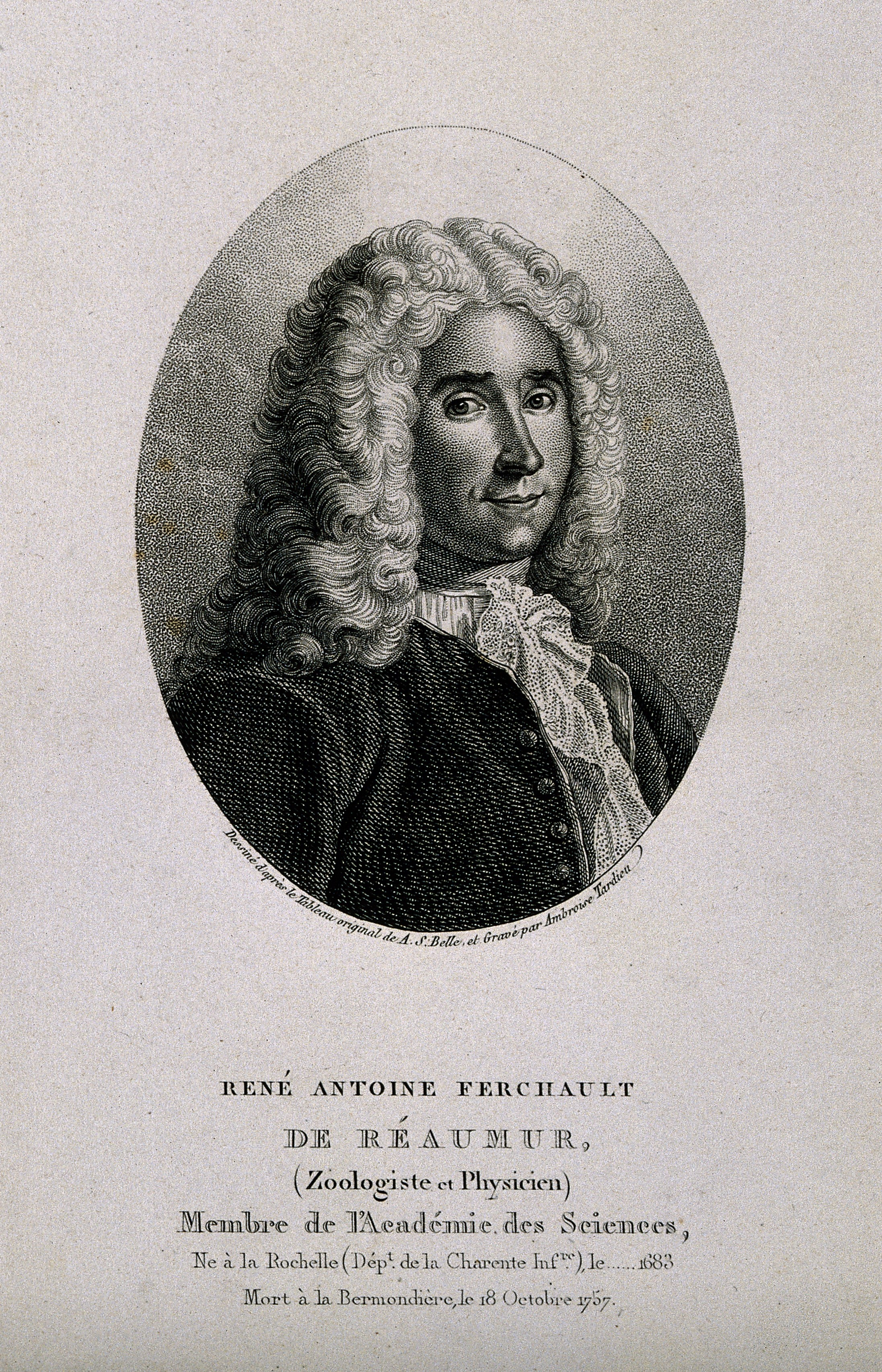
René-Antoine Ferchault de Réaumur
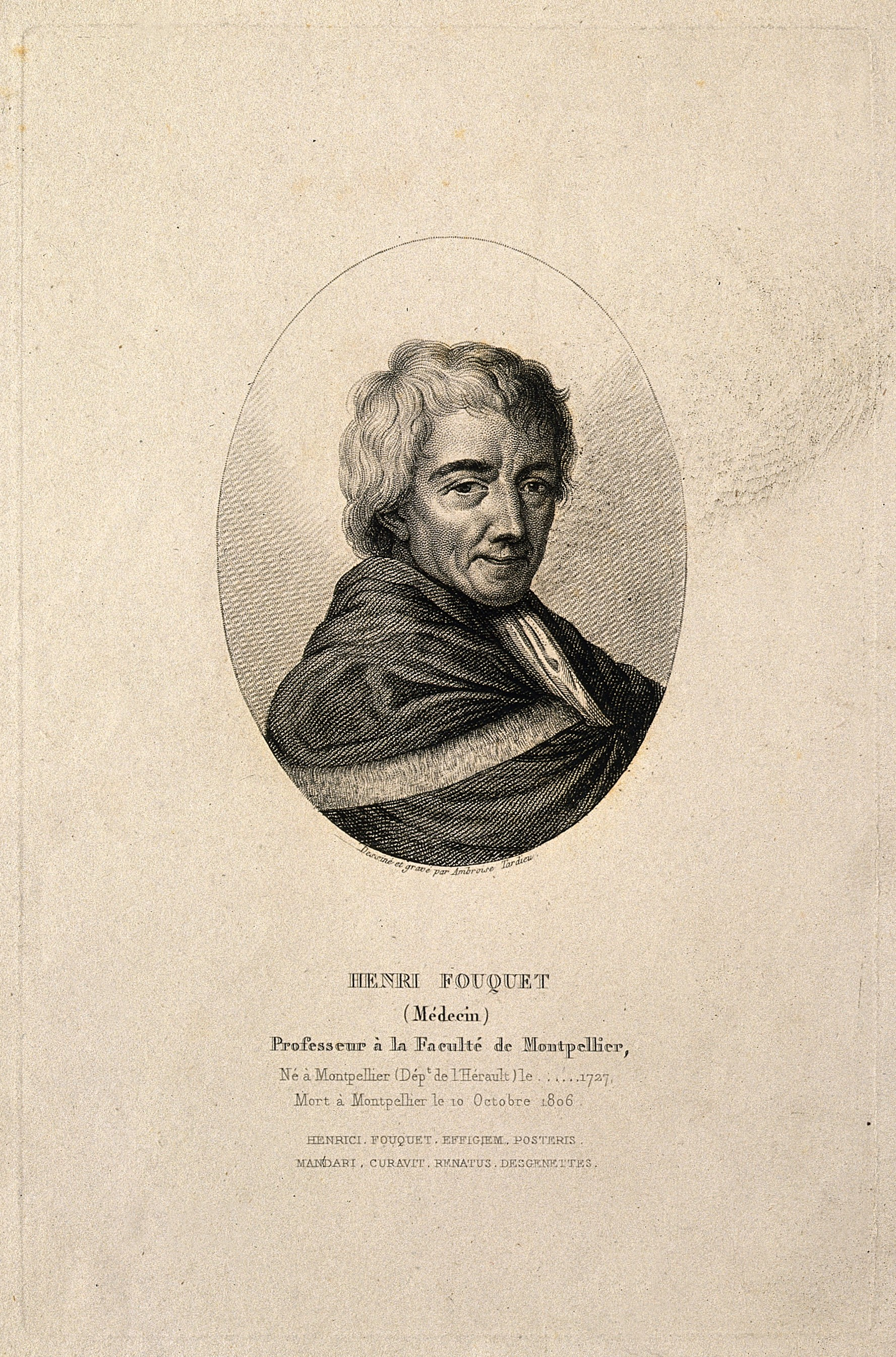
Henri Fouquet
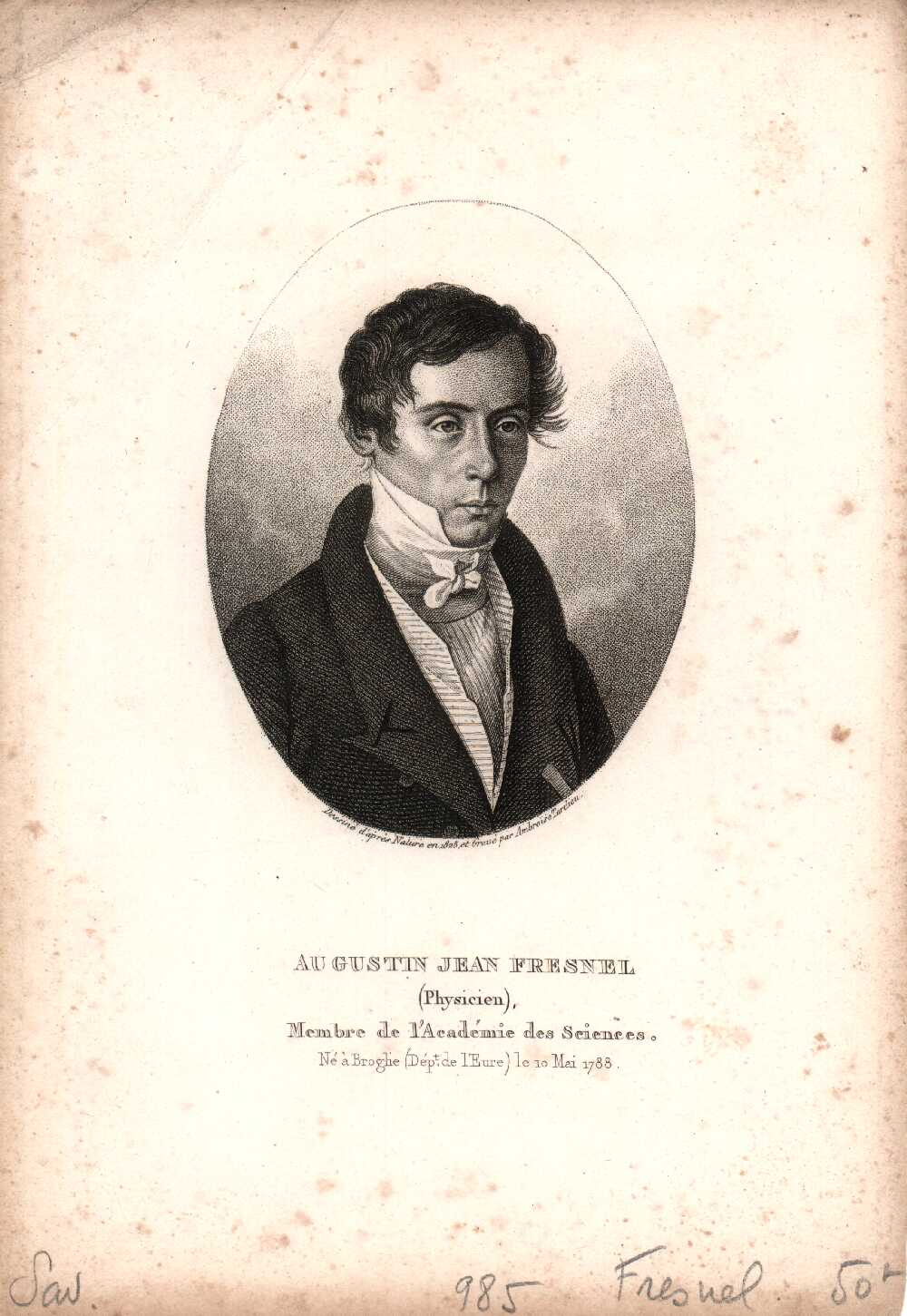
Augustin Fresnel
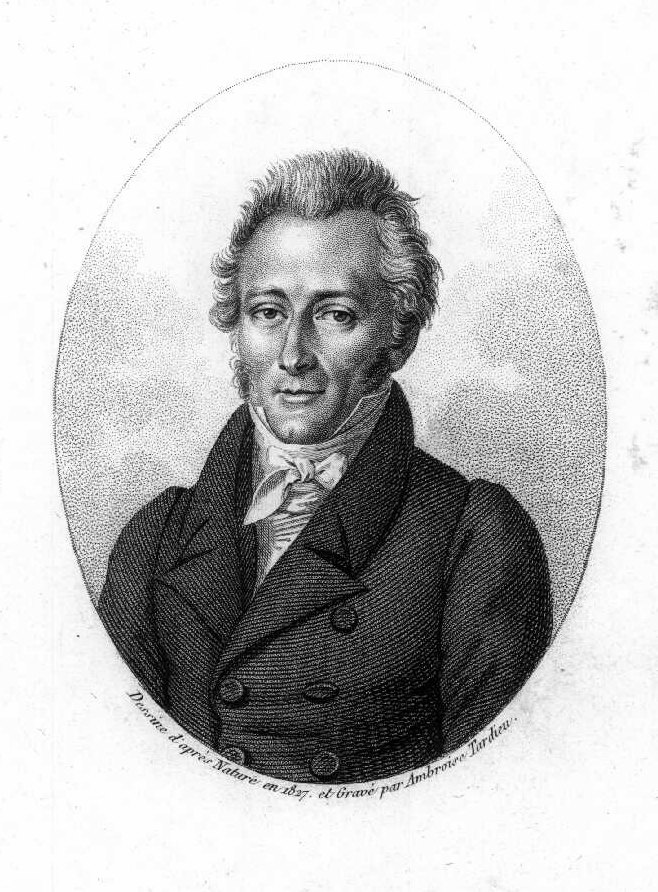
Benjamin Gaillon
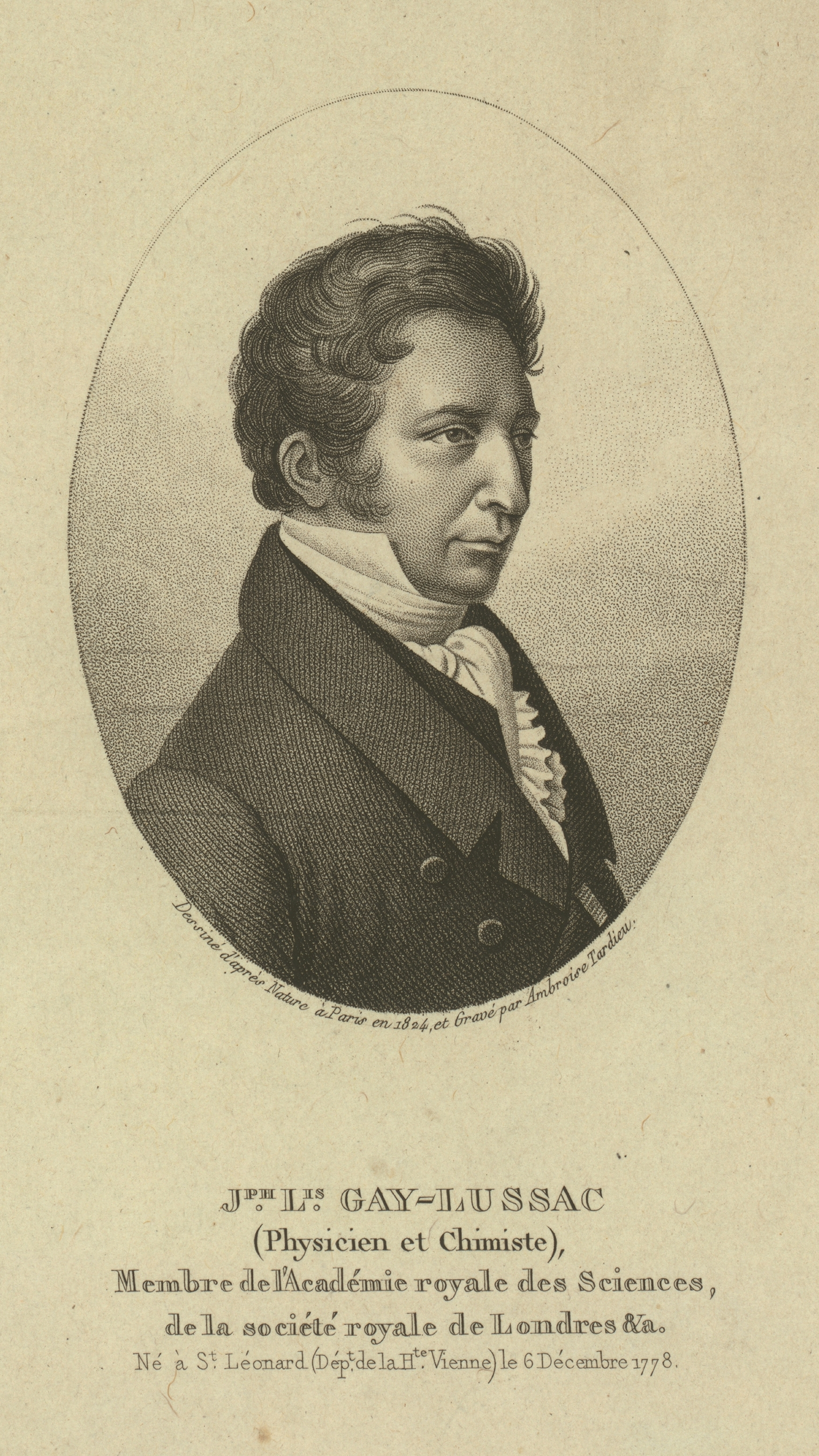
Gay-Lussac
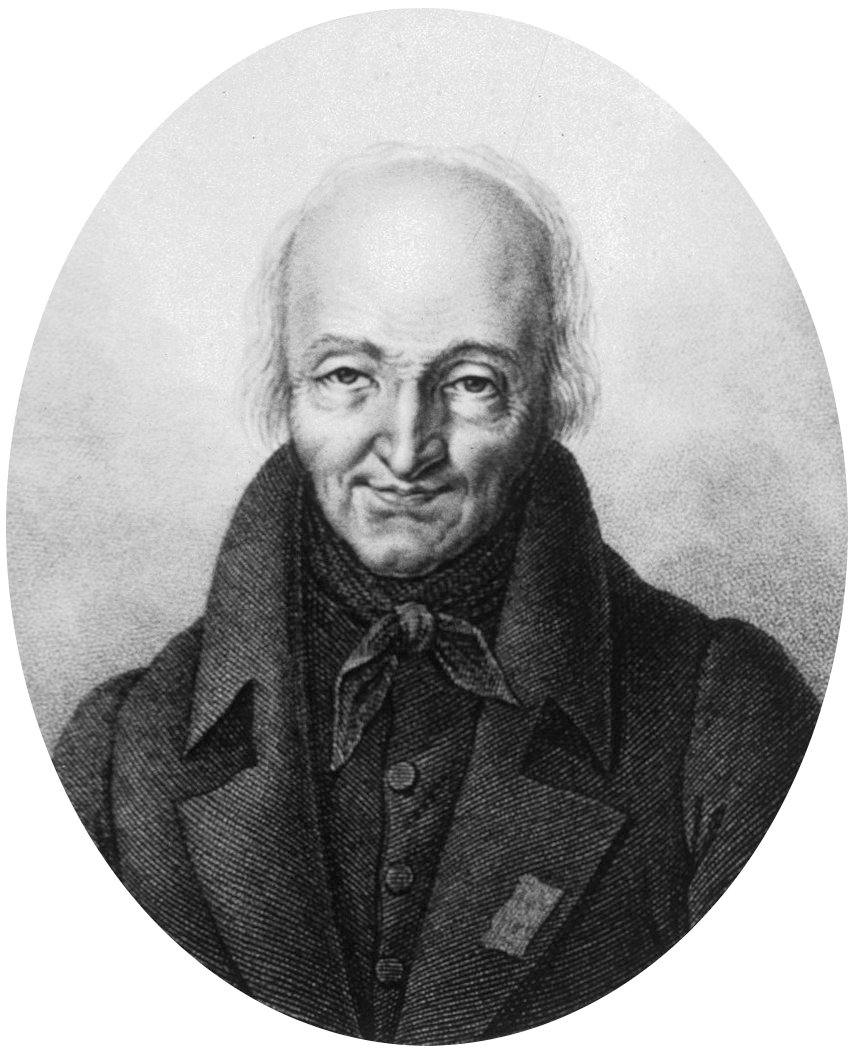
René Just Haüy
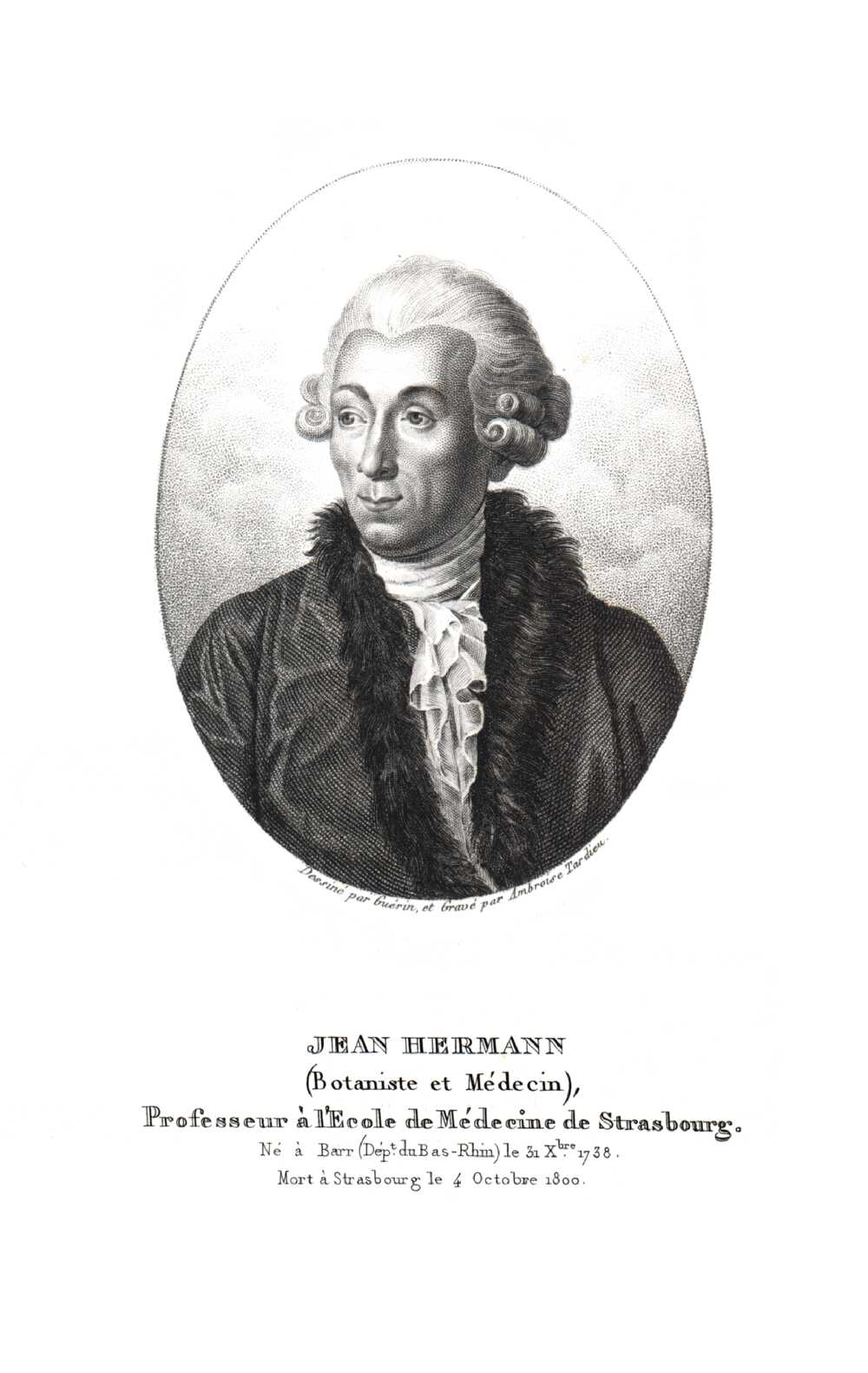
Jean Hermann
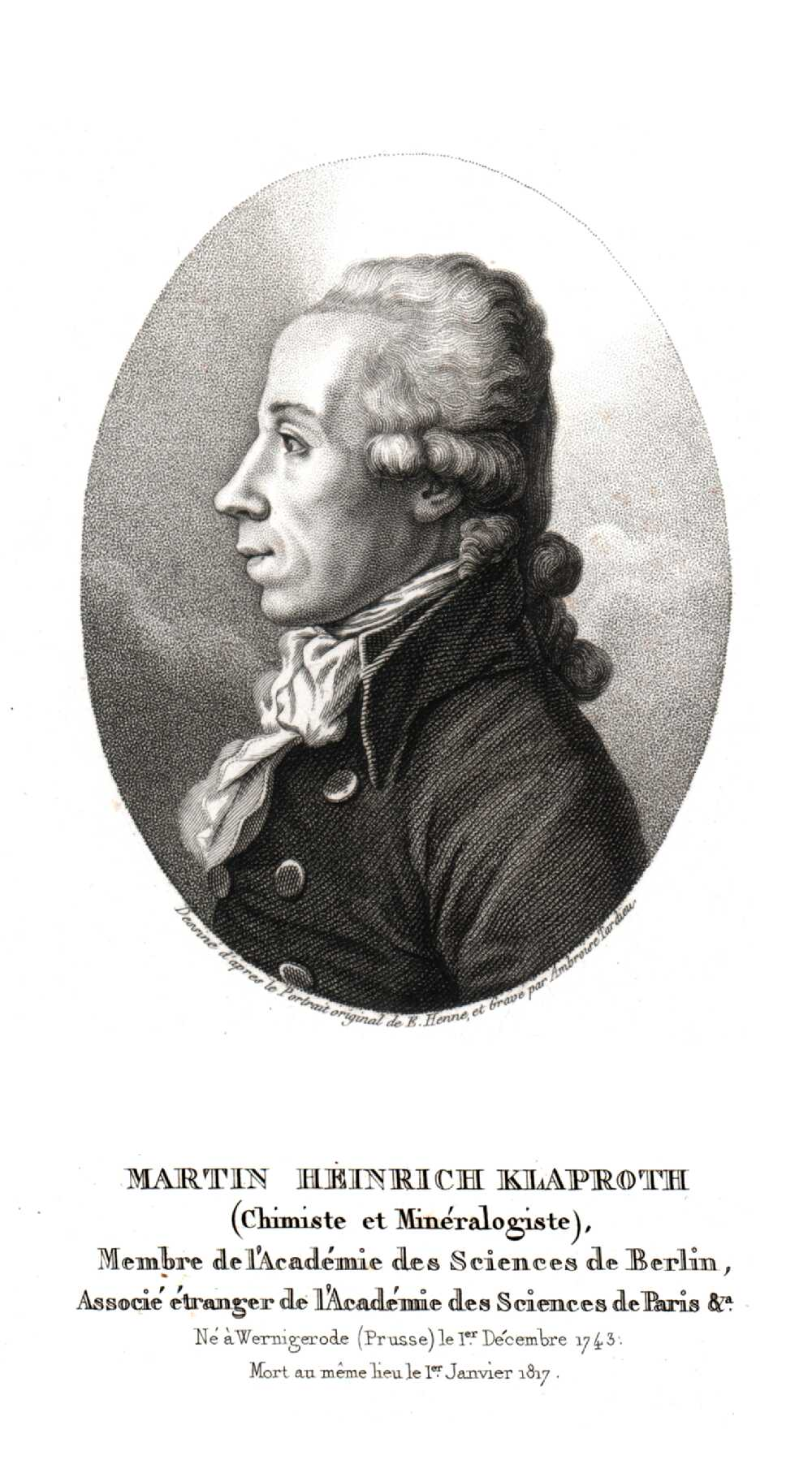
Martin Heinrich Klaproth
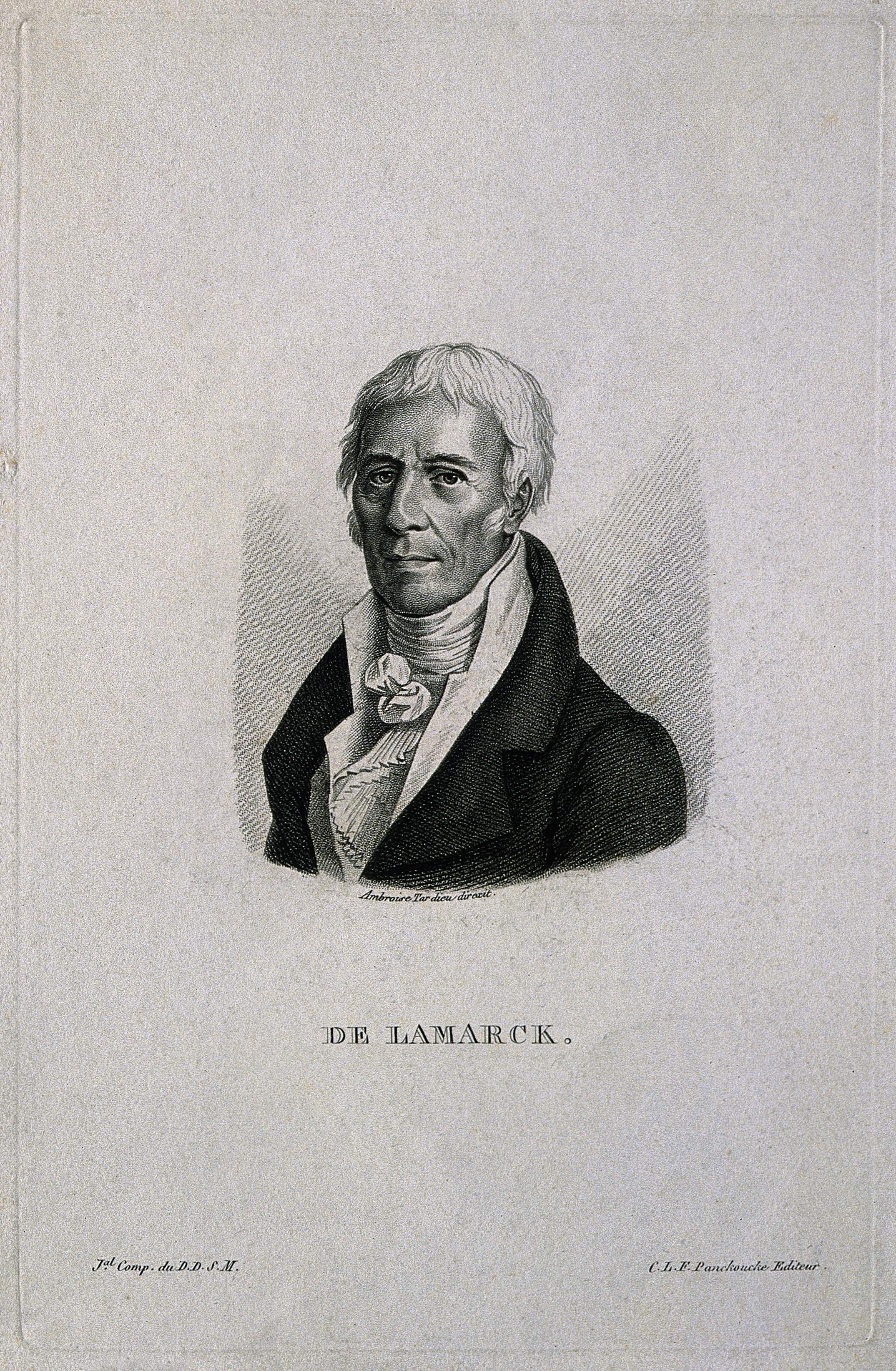
Jean-Baptiste de Lamarck
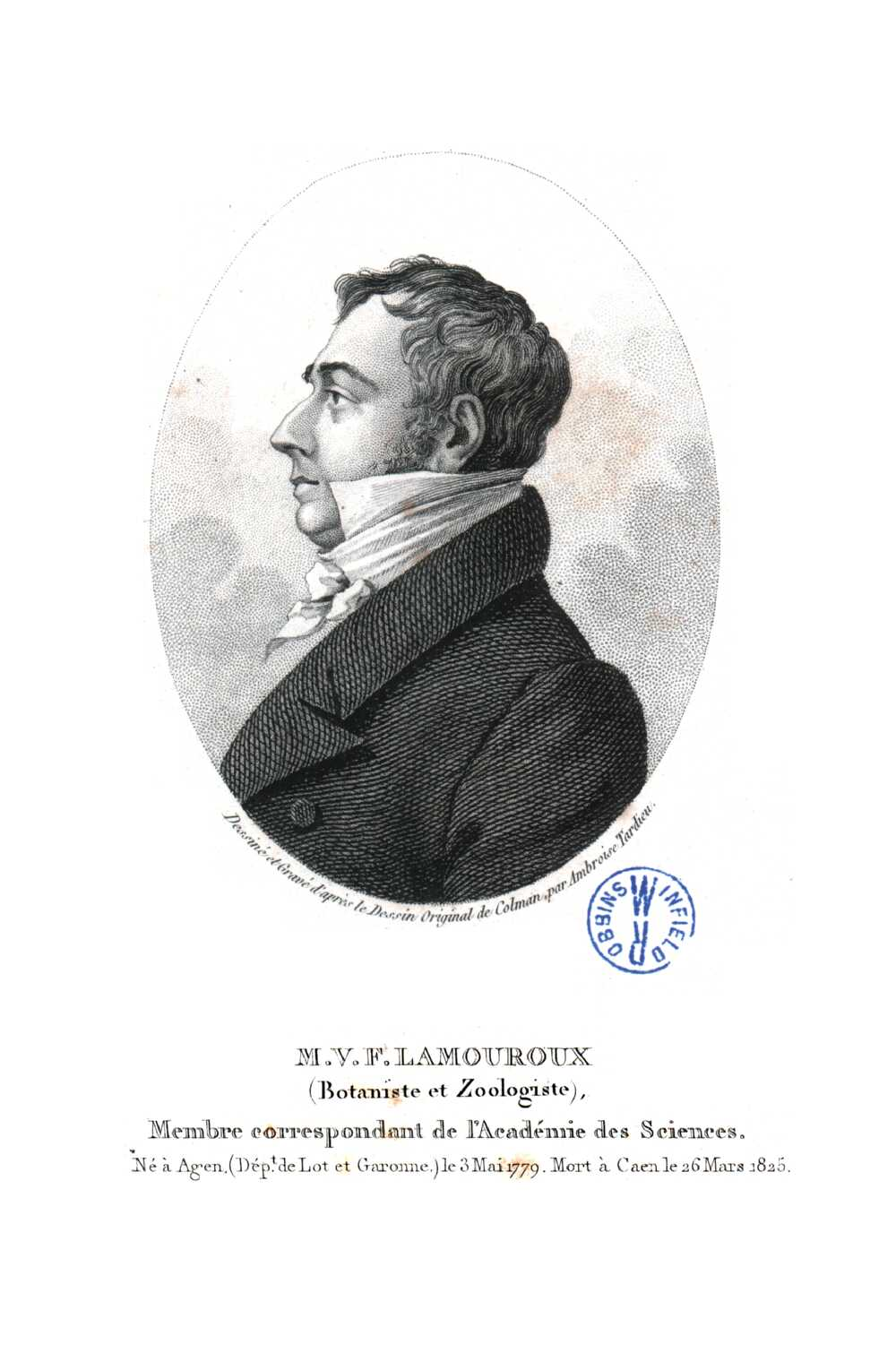
Jean Vincent Félix Lamouroux
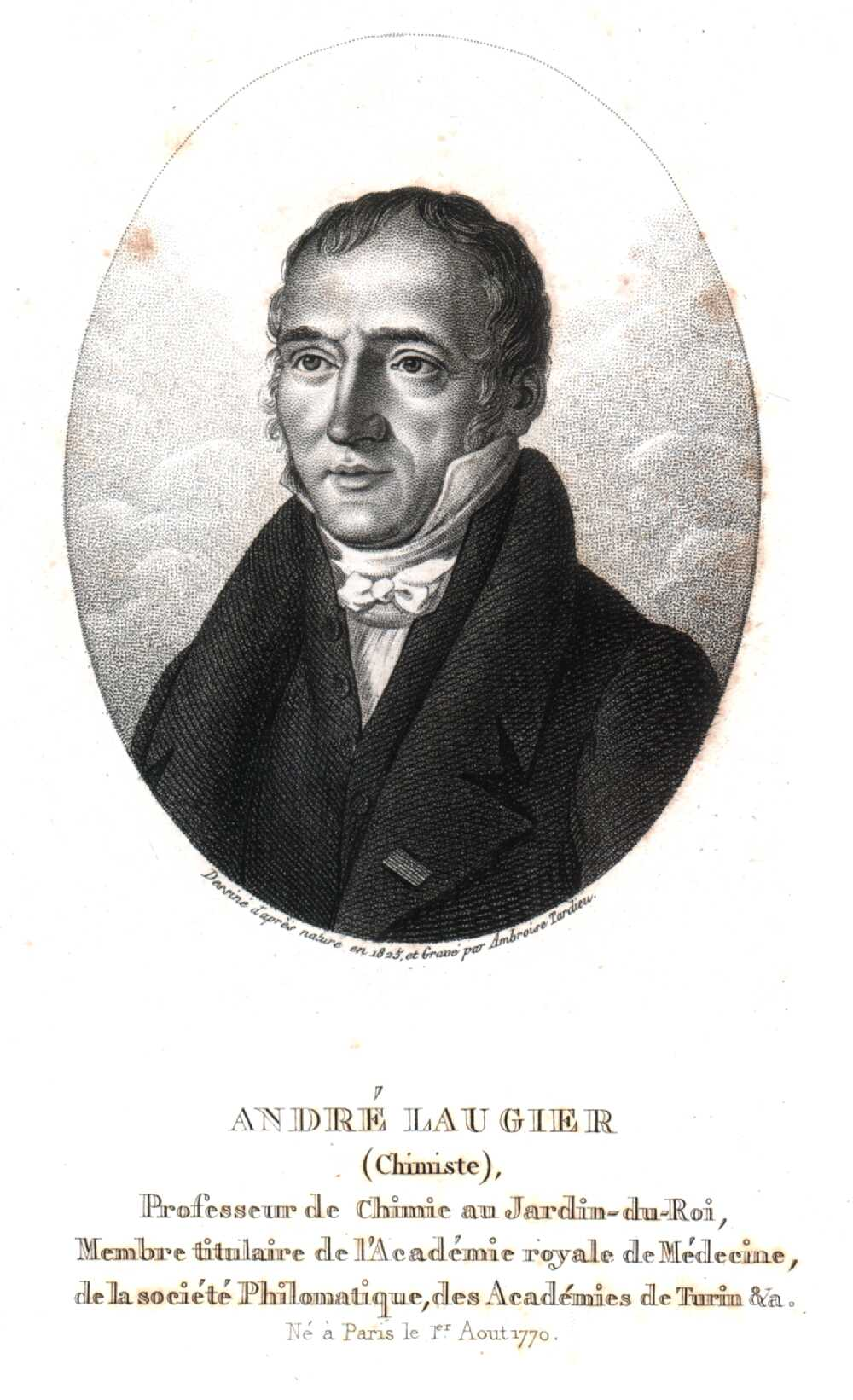
André Laugier
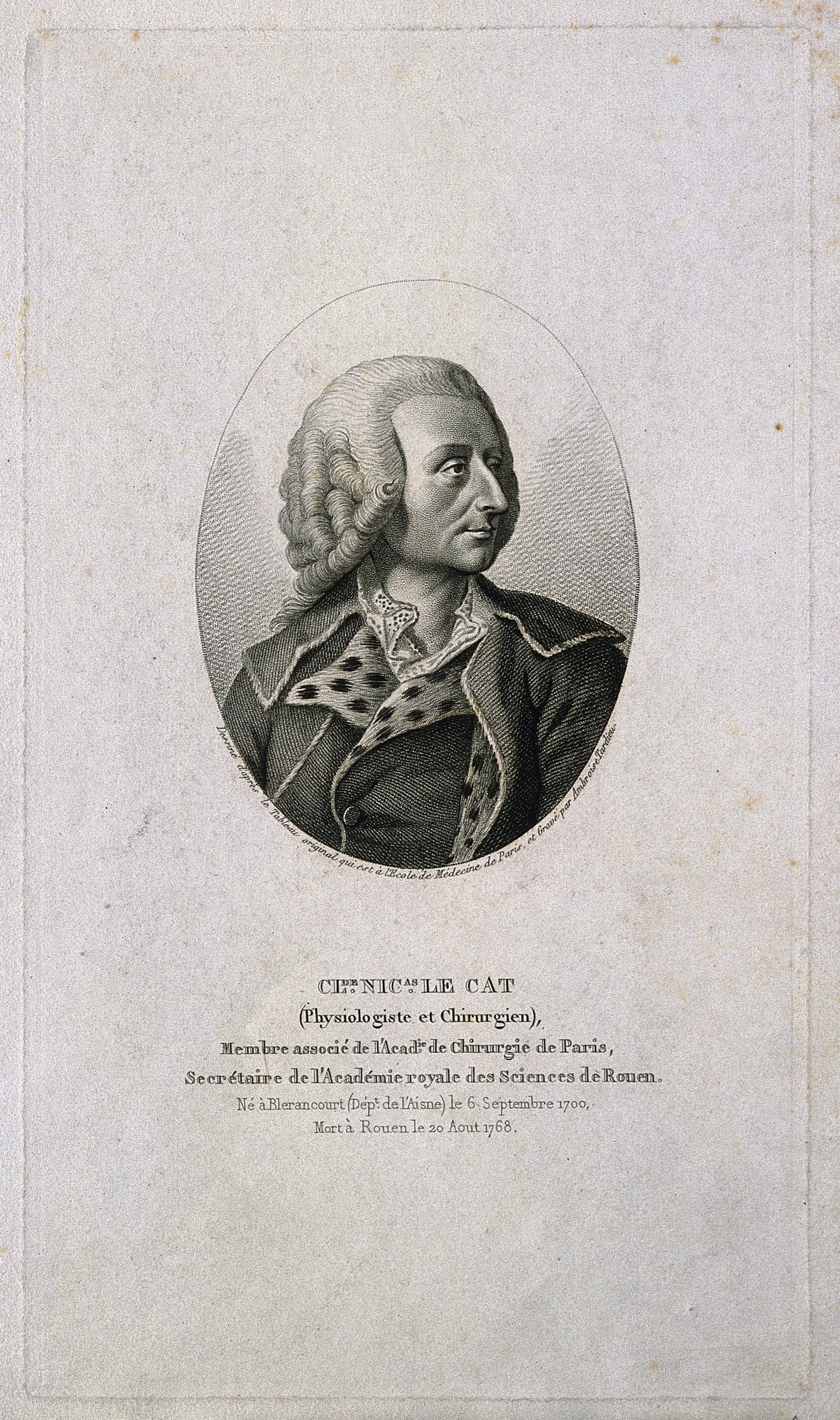
Claude-Nicolas Le Cat
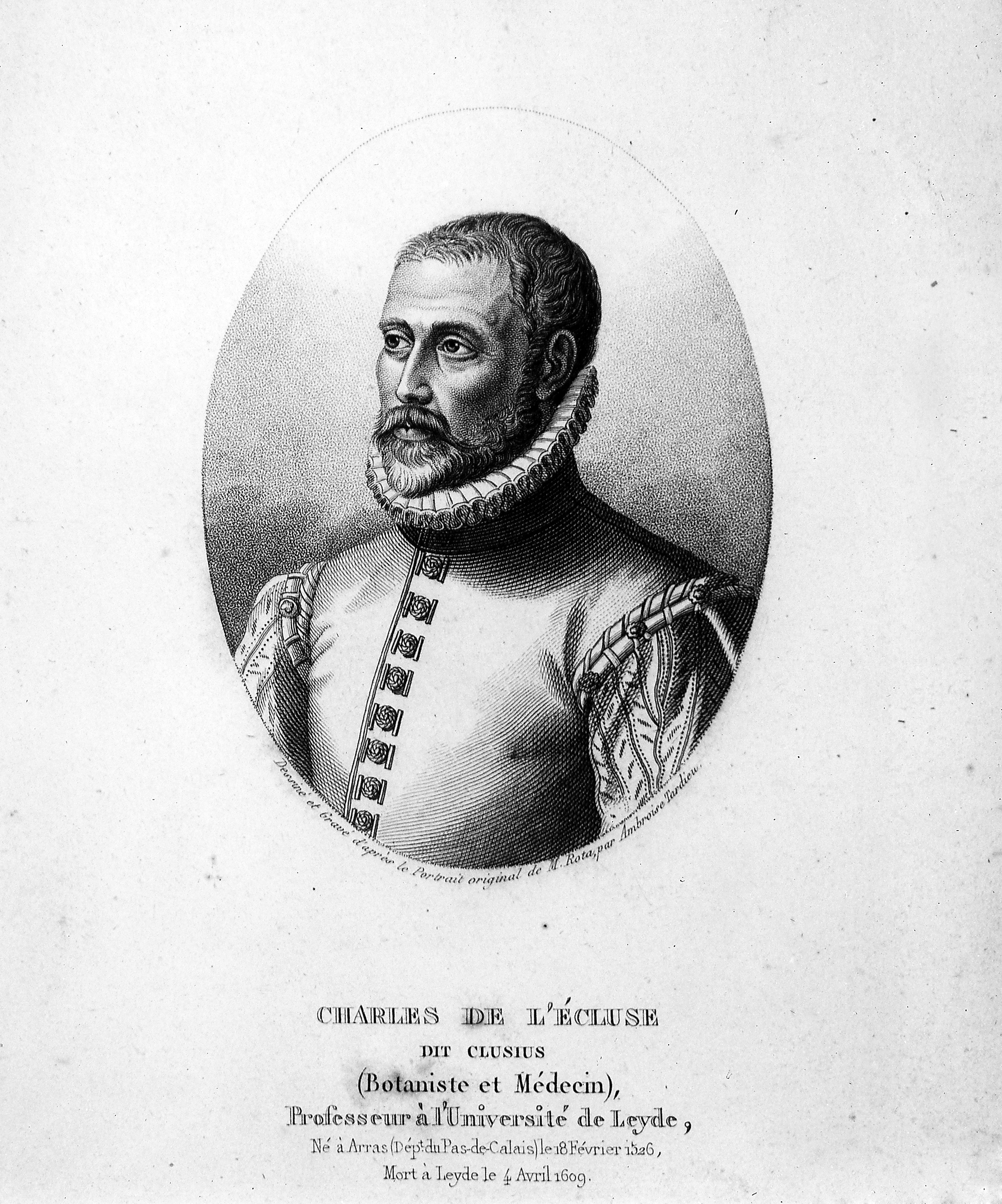
Charles de L'Écluse
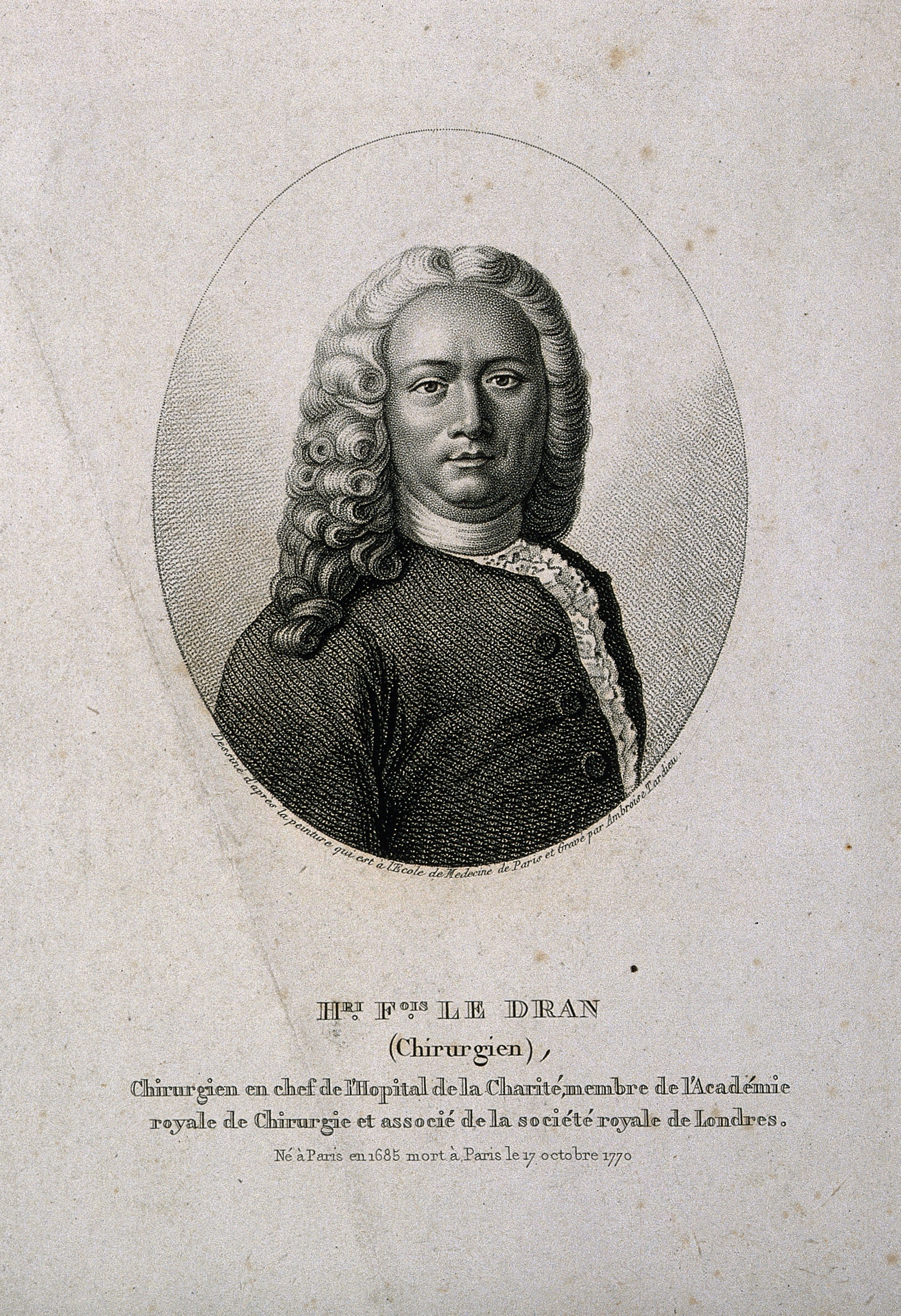
Henri François Le Dran
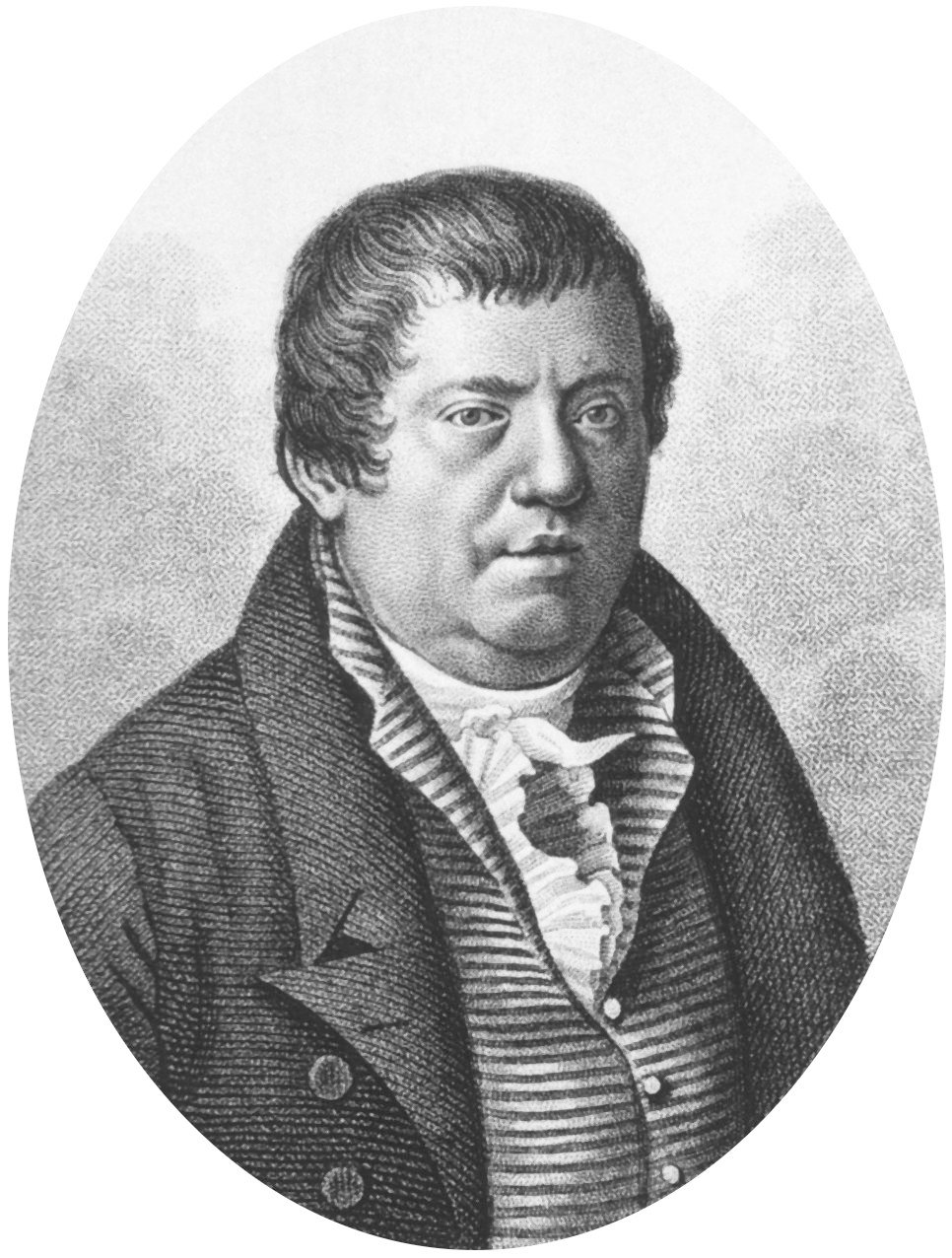
John Leslie
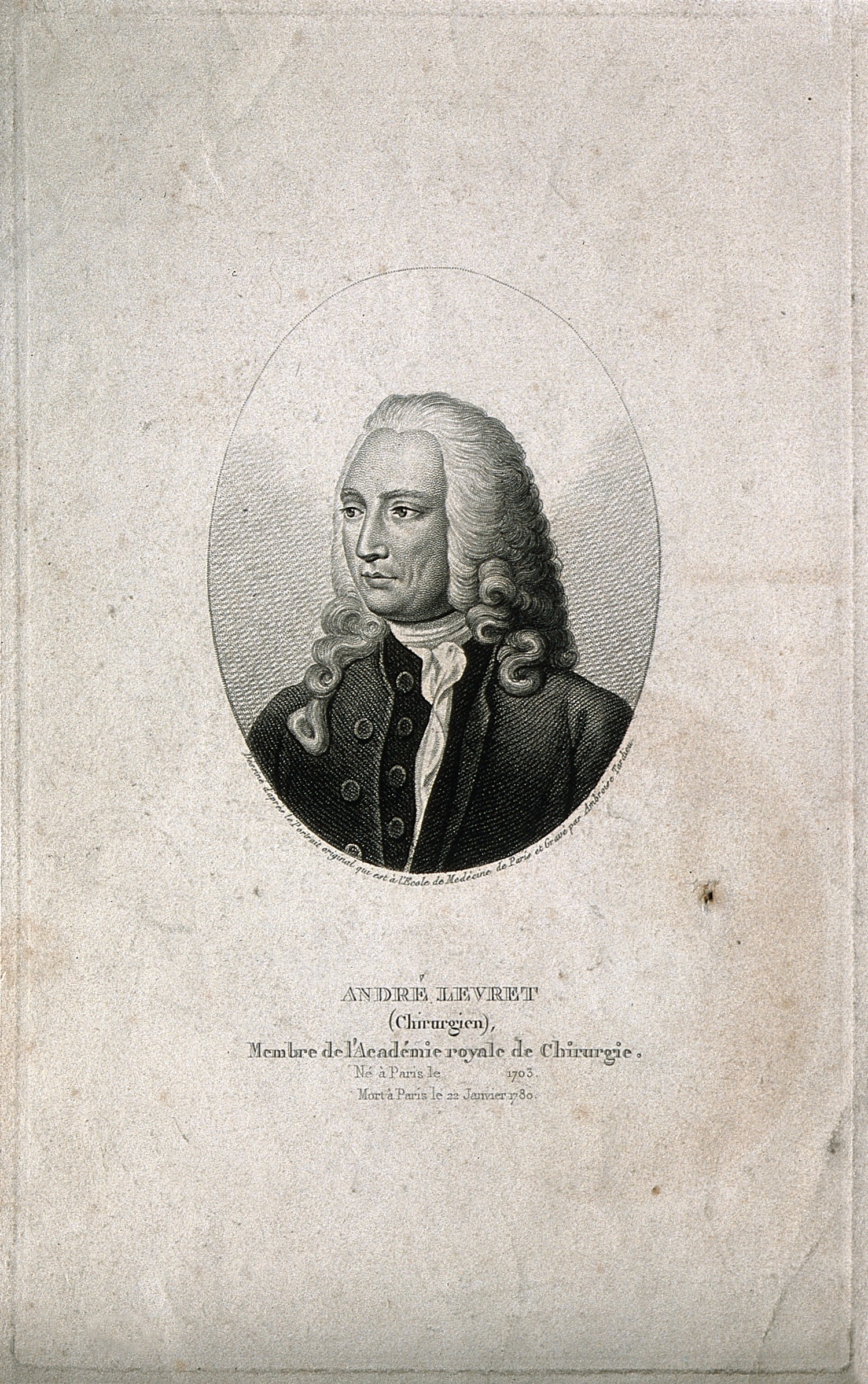
André Levret
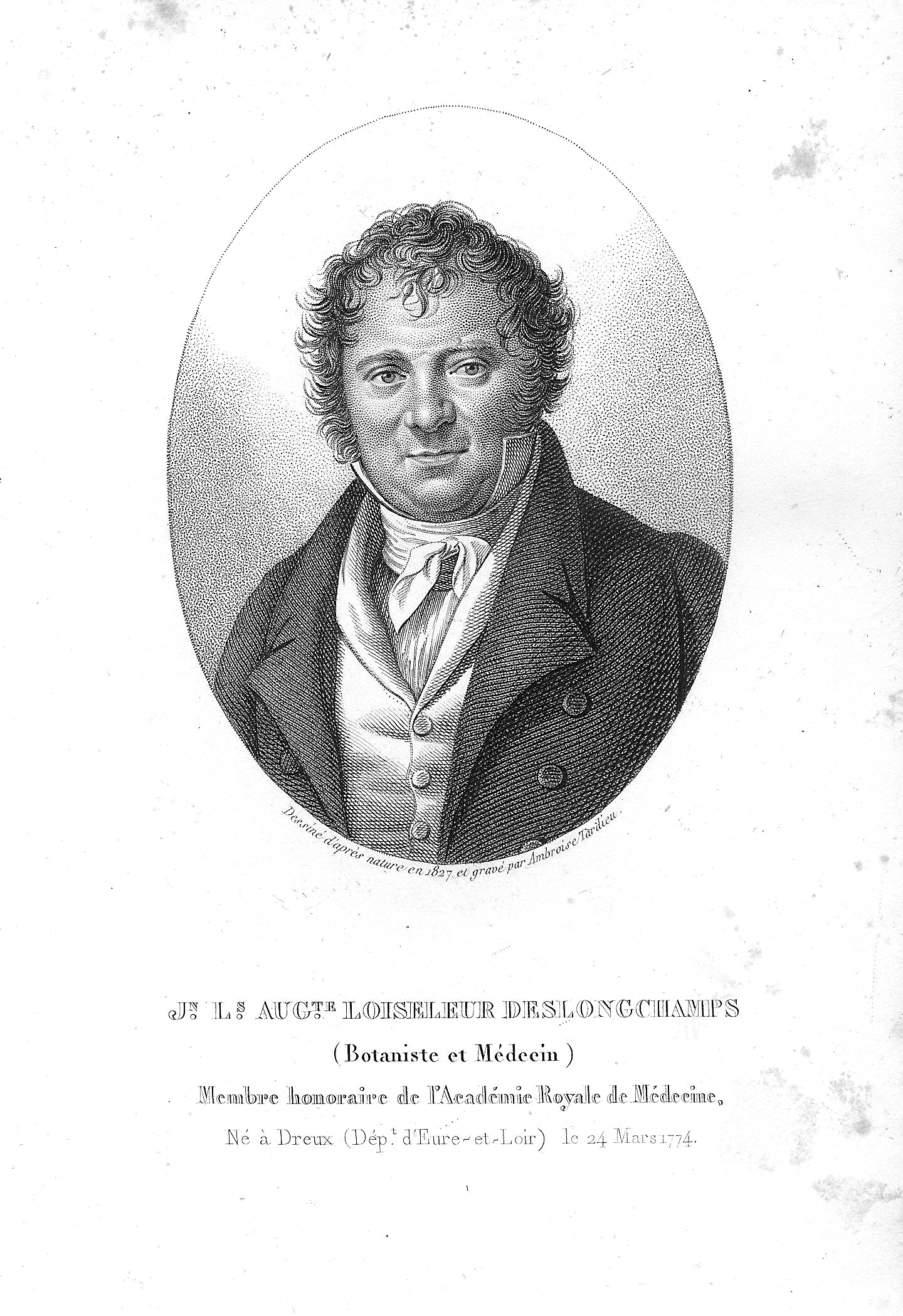
Jean-Louis-Auguste Loiseleur-Deslongchamps
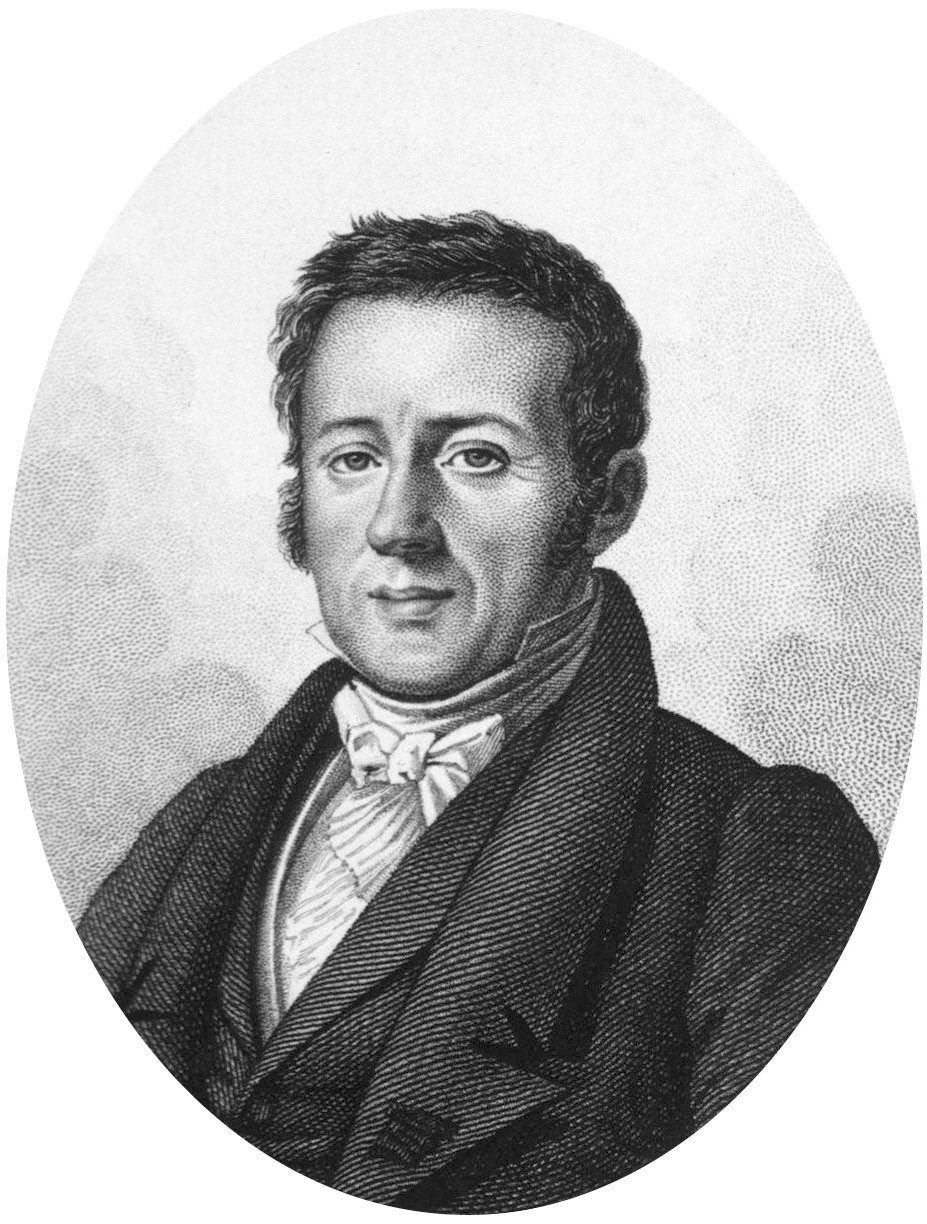
René Primevère Lesson
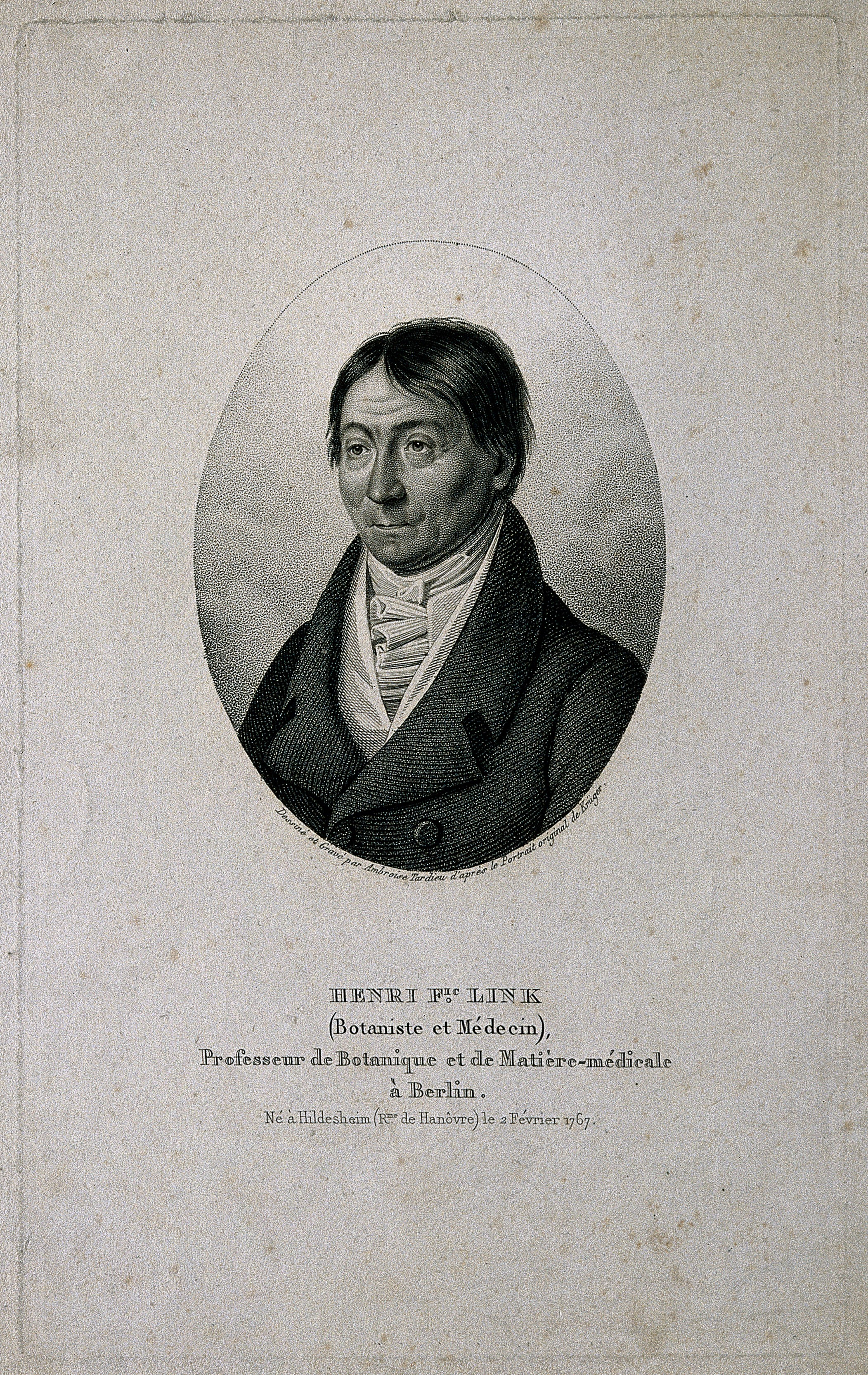
Heinrich Friedrich Link
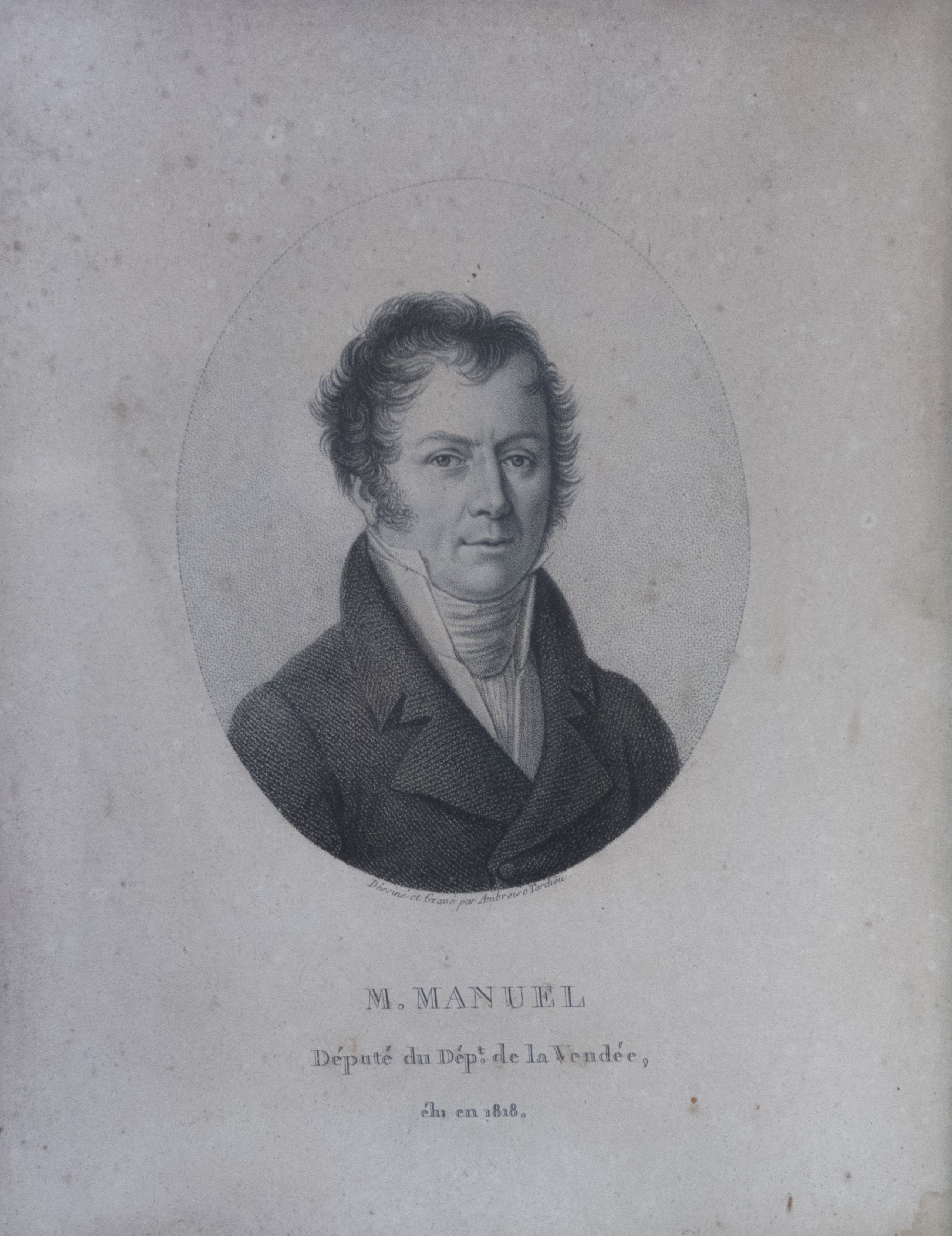
Jacques-Antoine Manuel
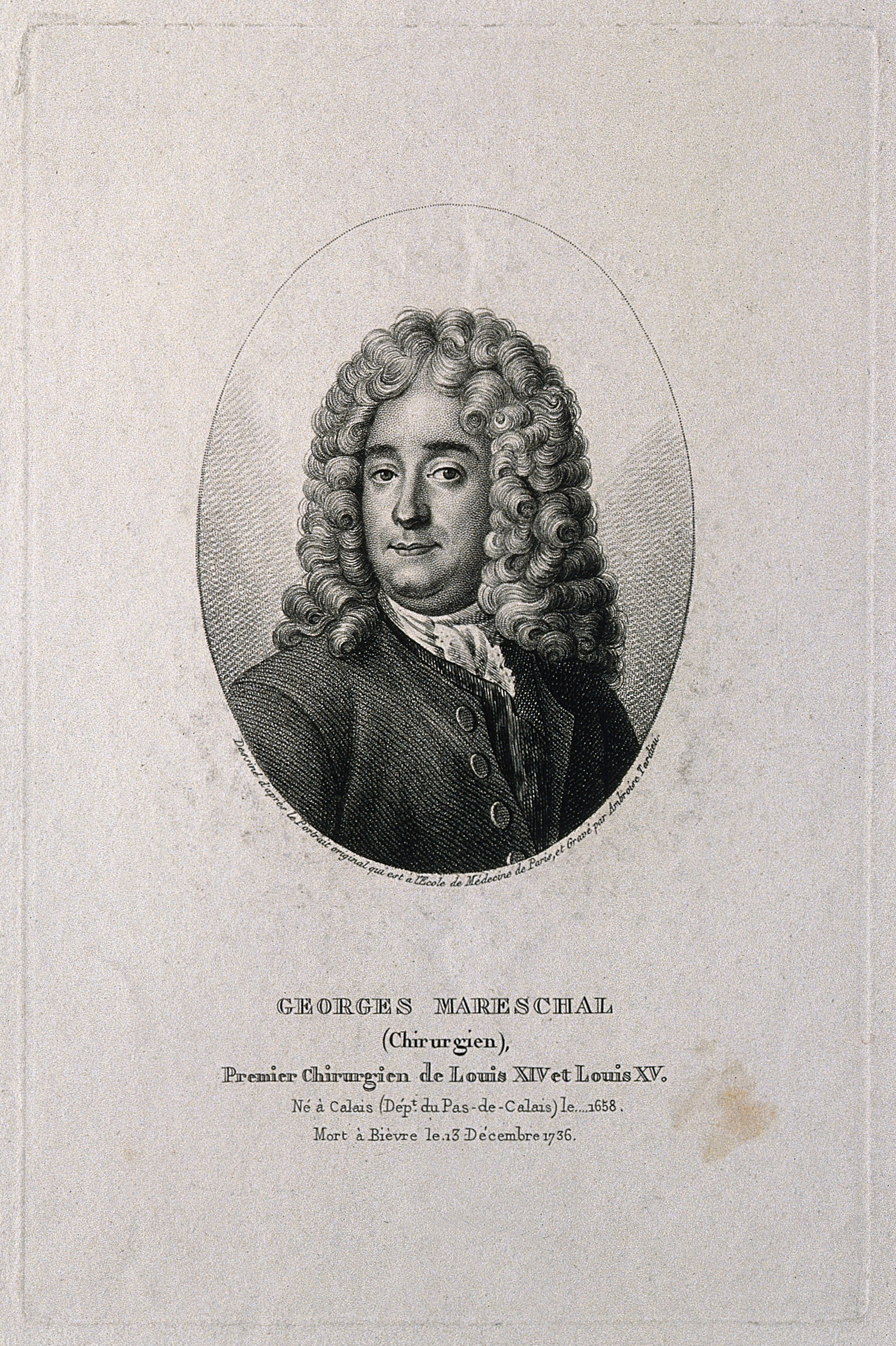
Georges Mareschal
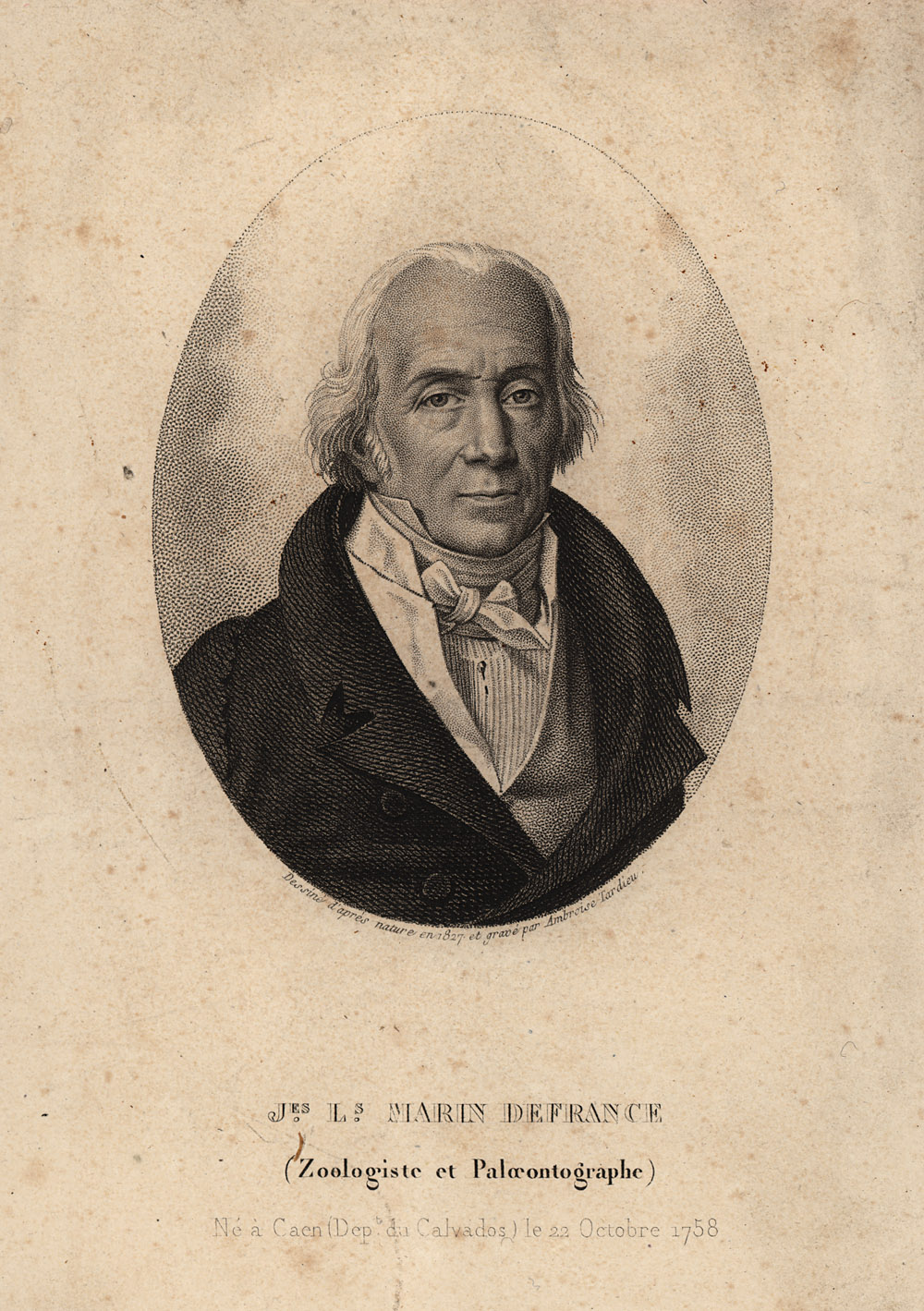
Jacques Louis Marin Defrance
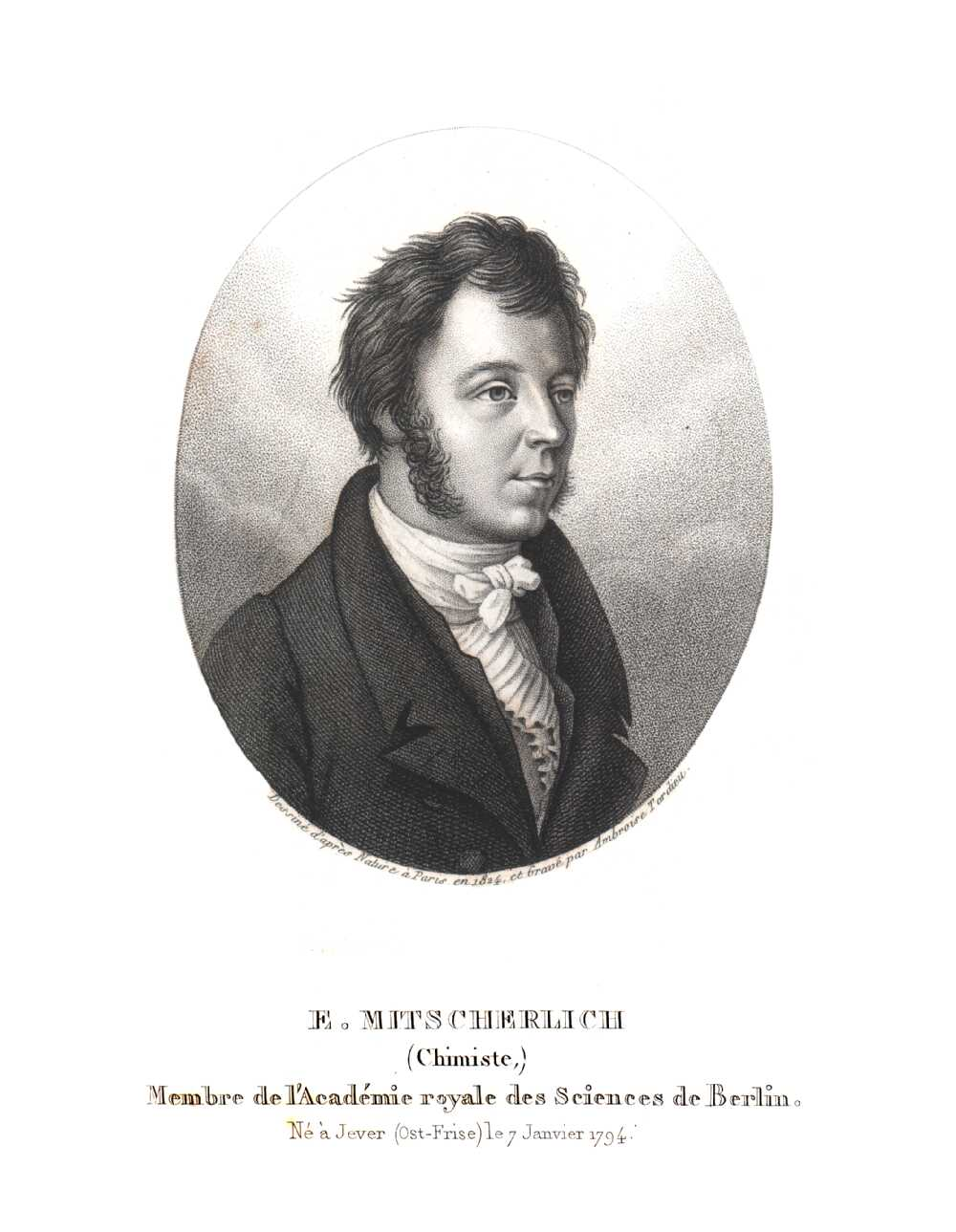
Eilhard Mitscherlich
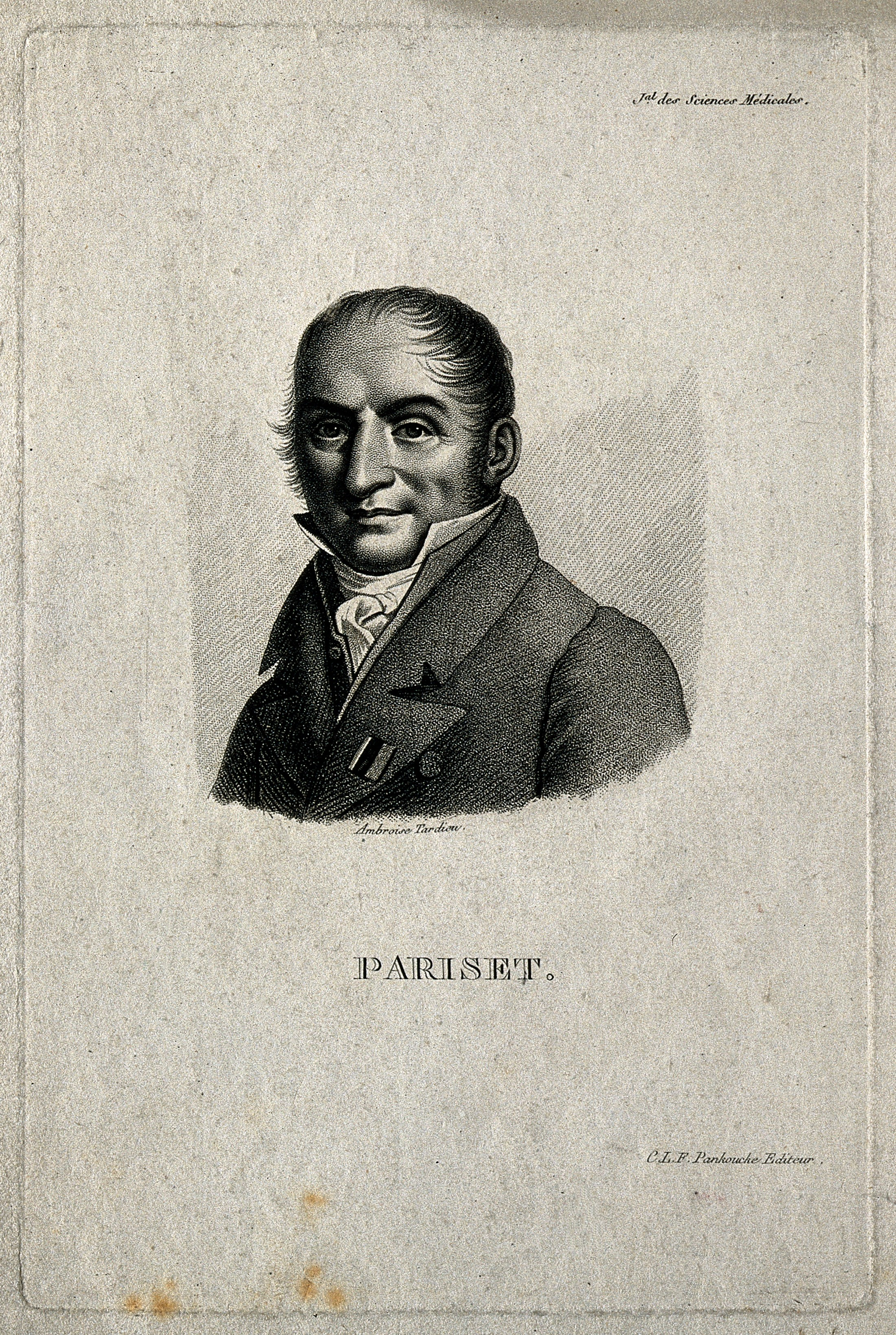
Étienne Pariset
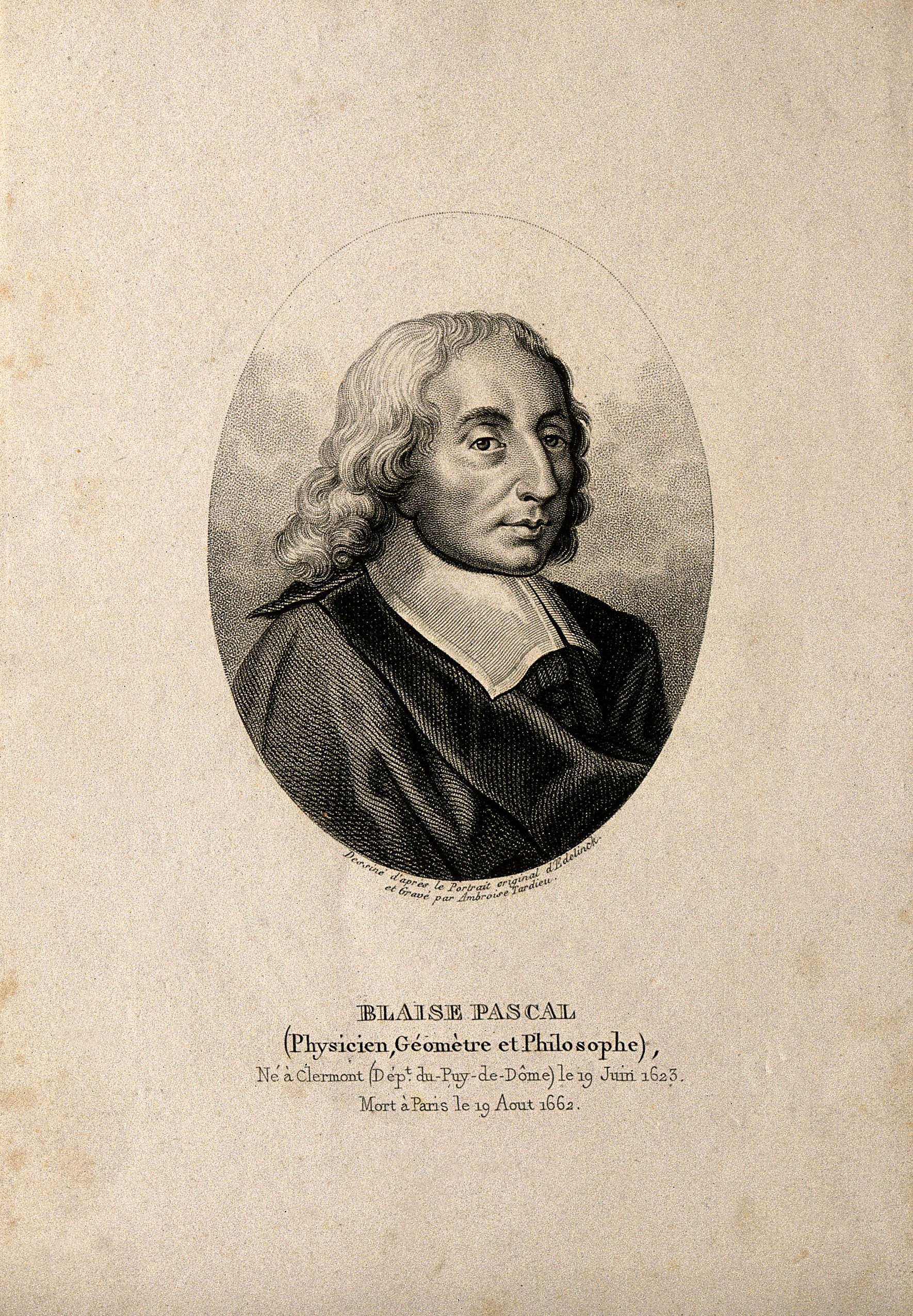
Blaise Pascal
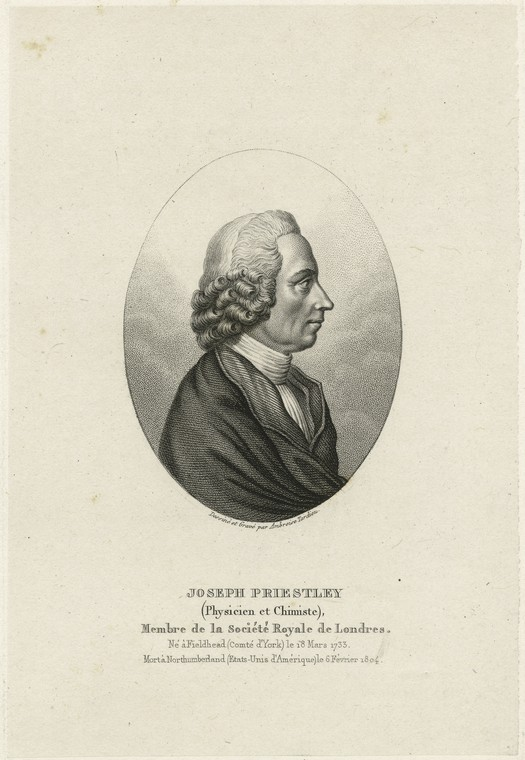
Joseph Priestley
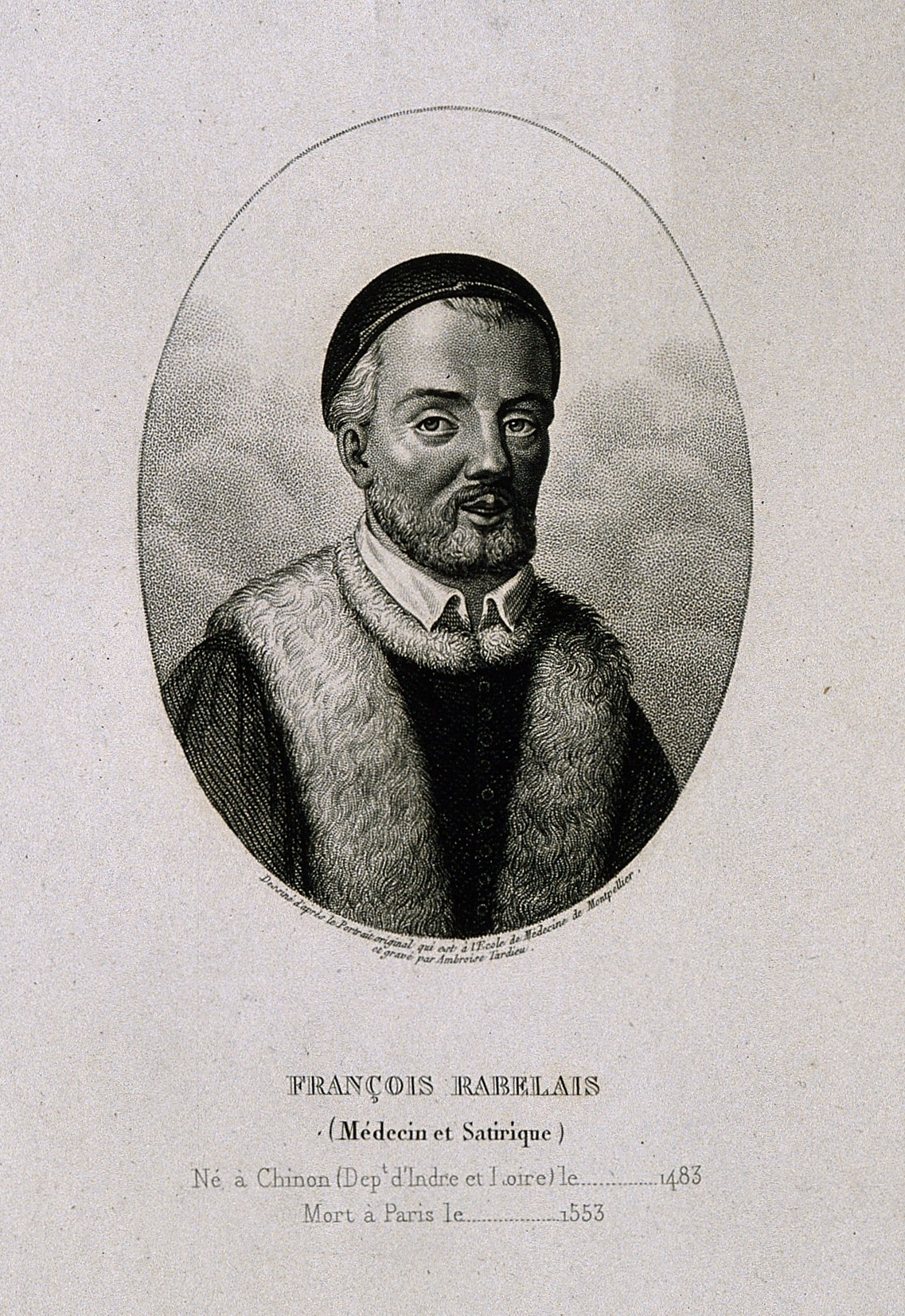
François Rabelais
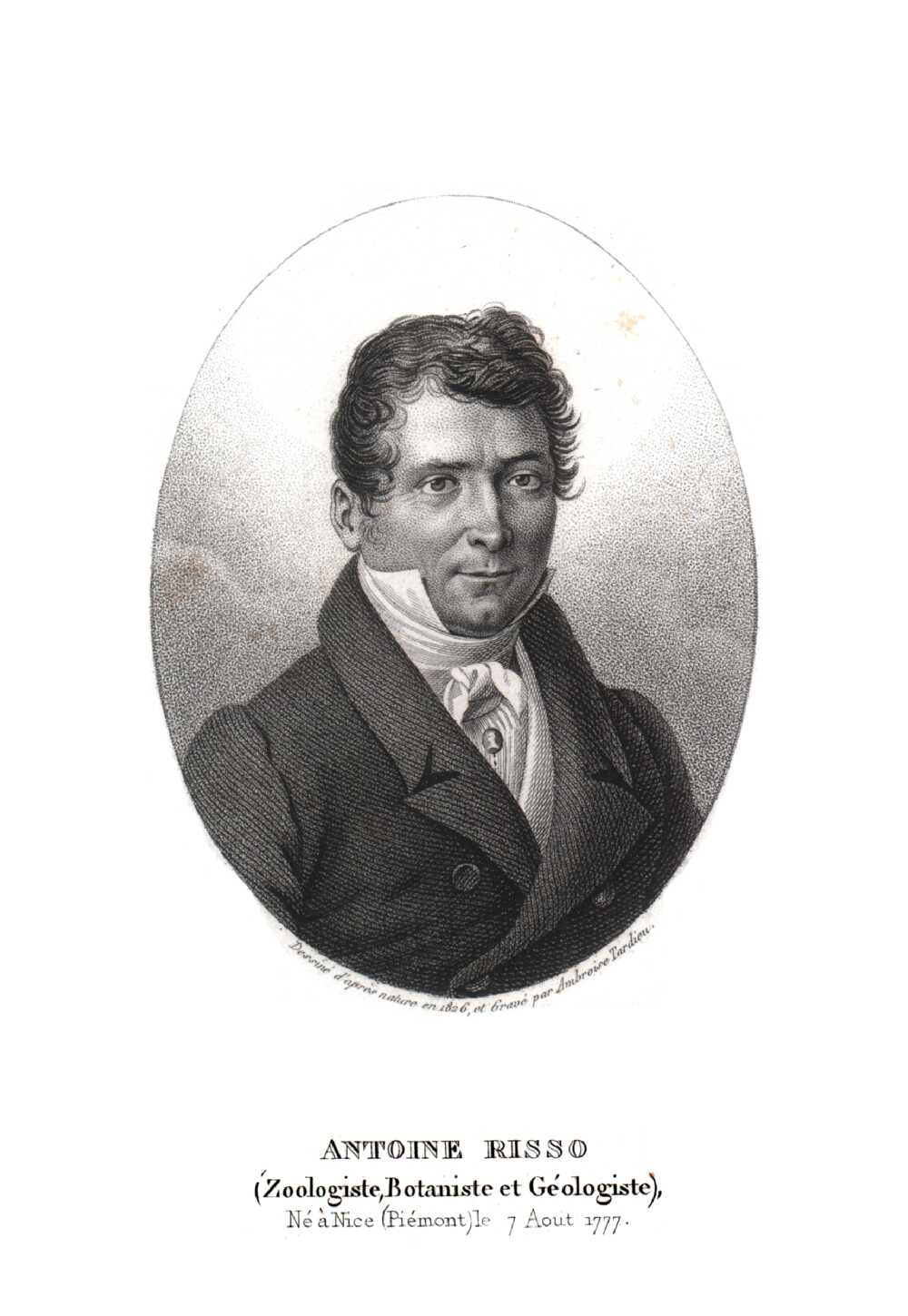
Antoine Risso
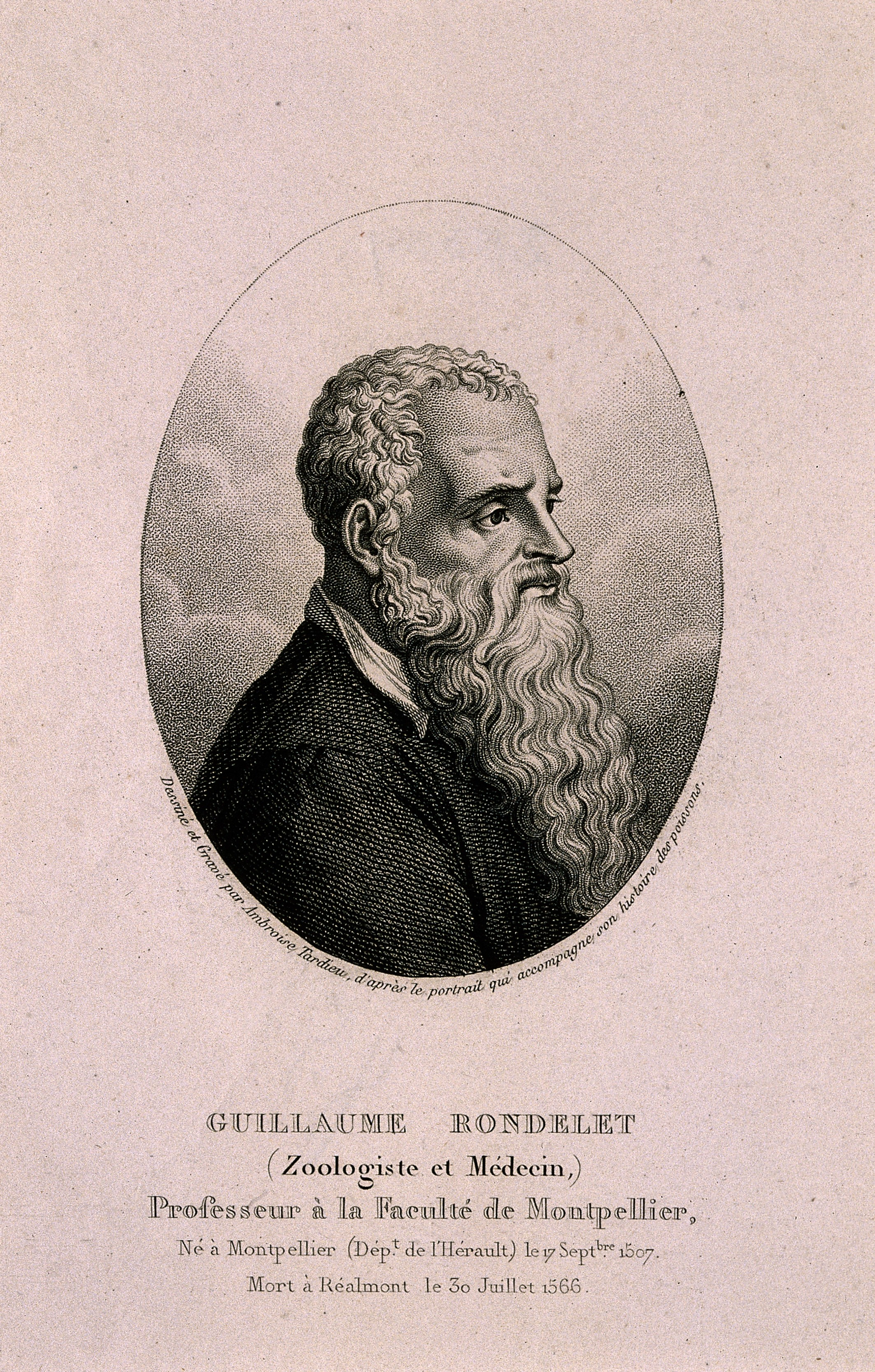
Guillaume Rondelet
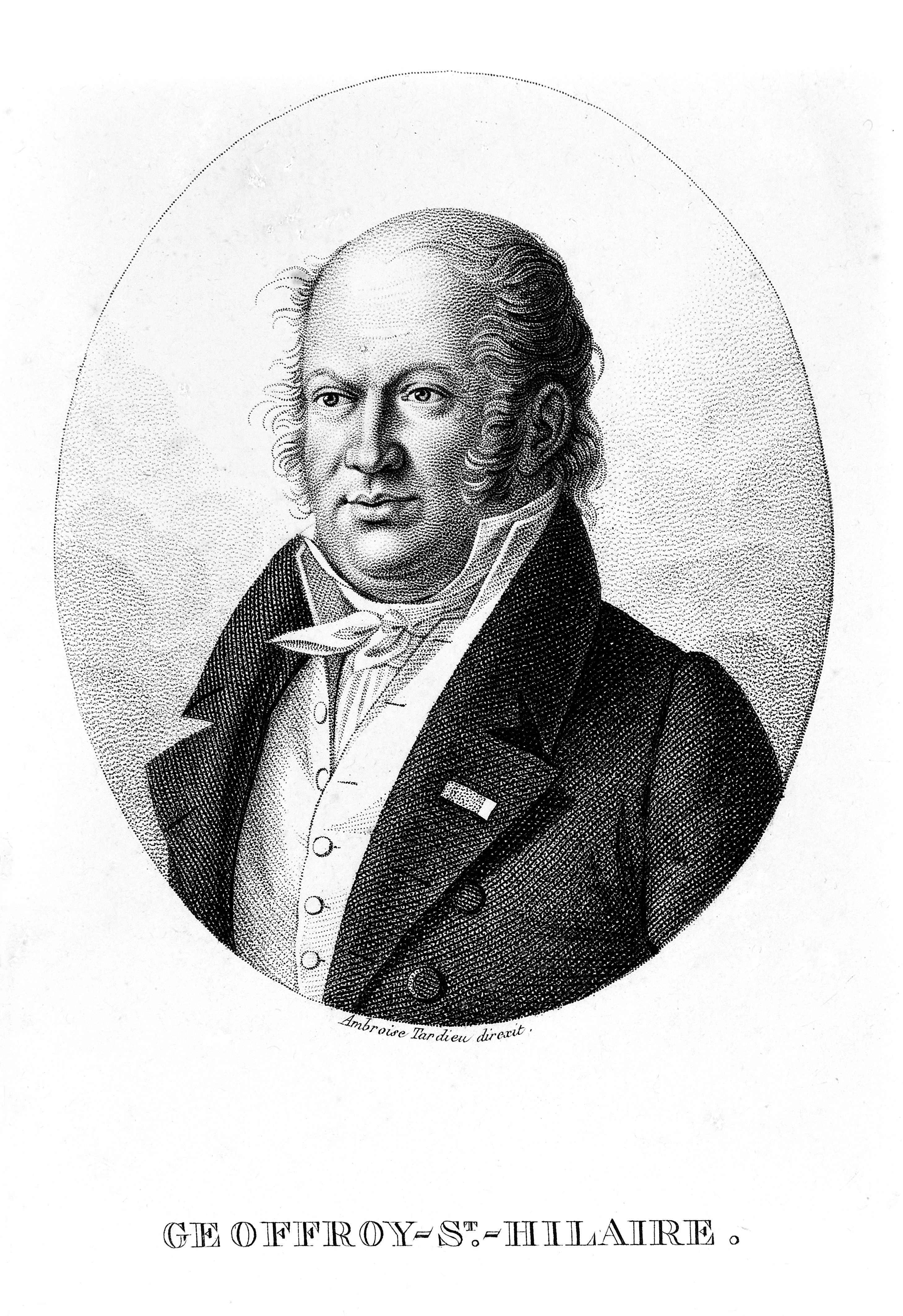
Étienne Geoffroy Saint-Hilaire
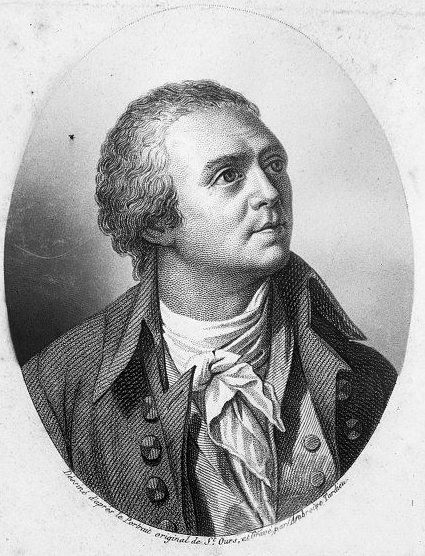
Horace-Benedict de Saussure
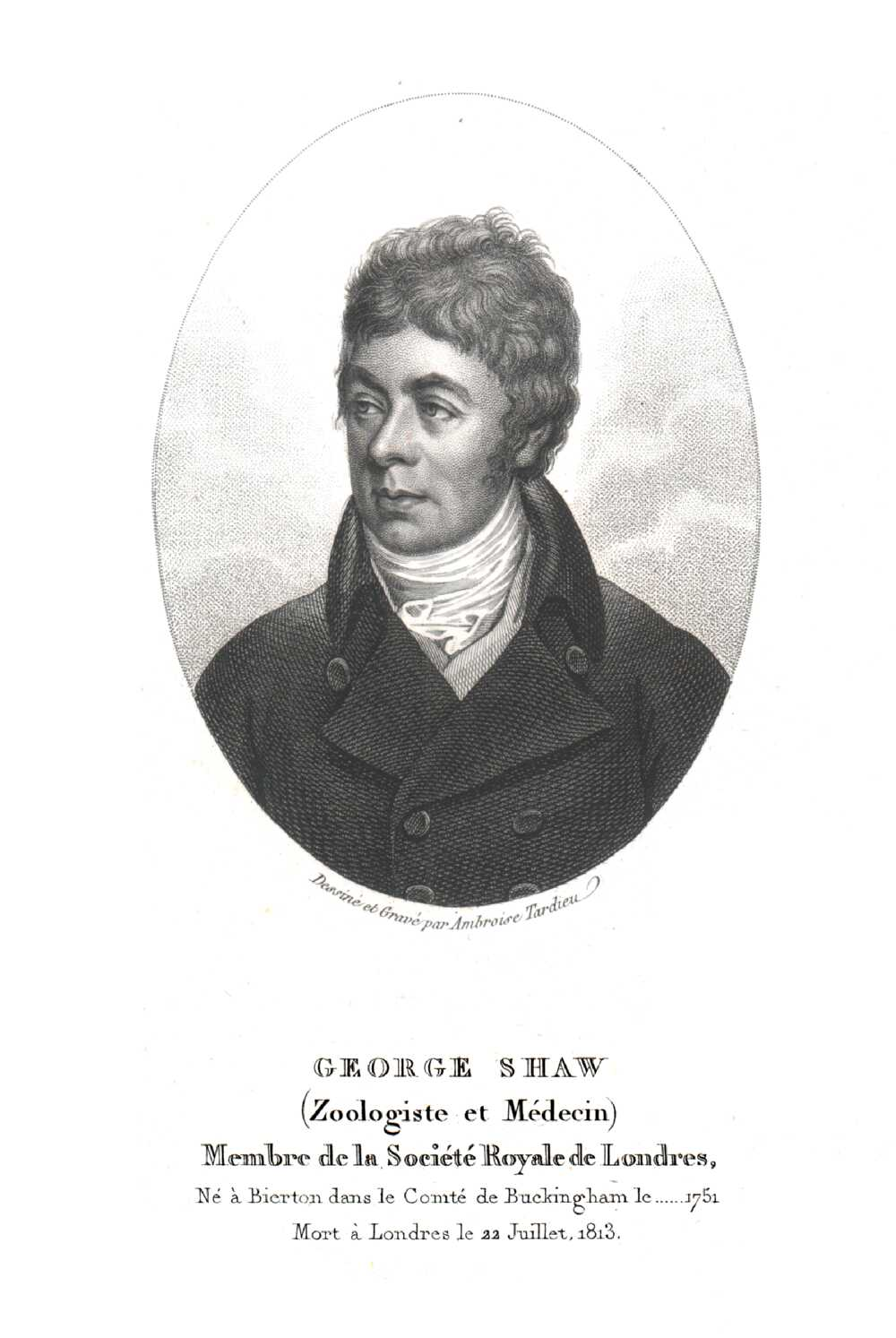
George Shaw
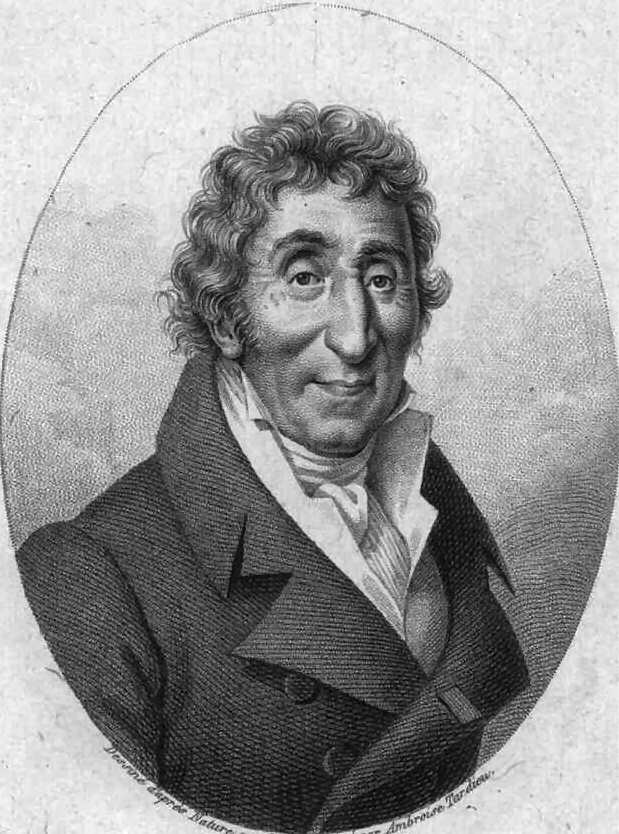
André Thouin
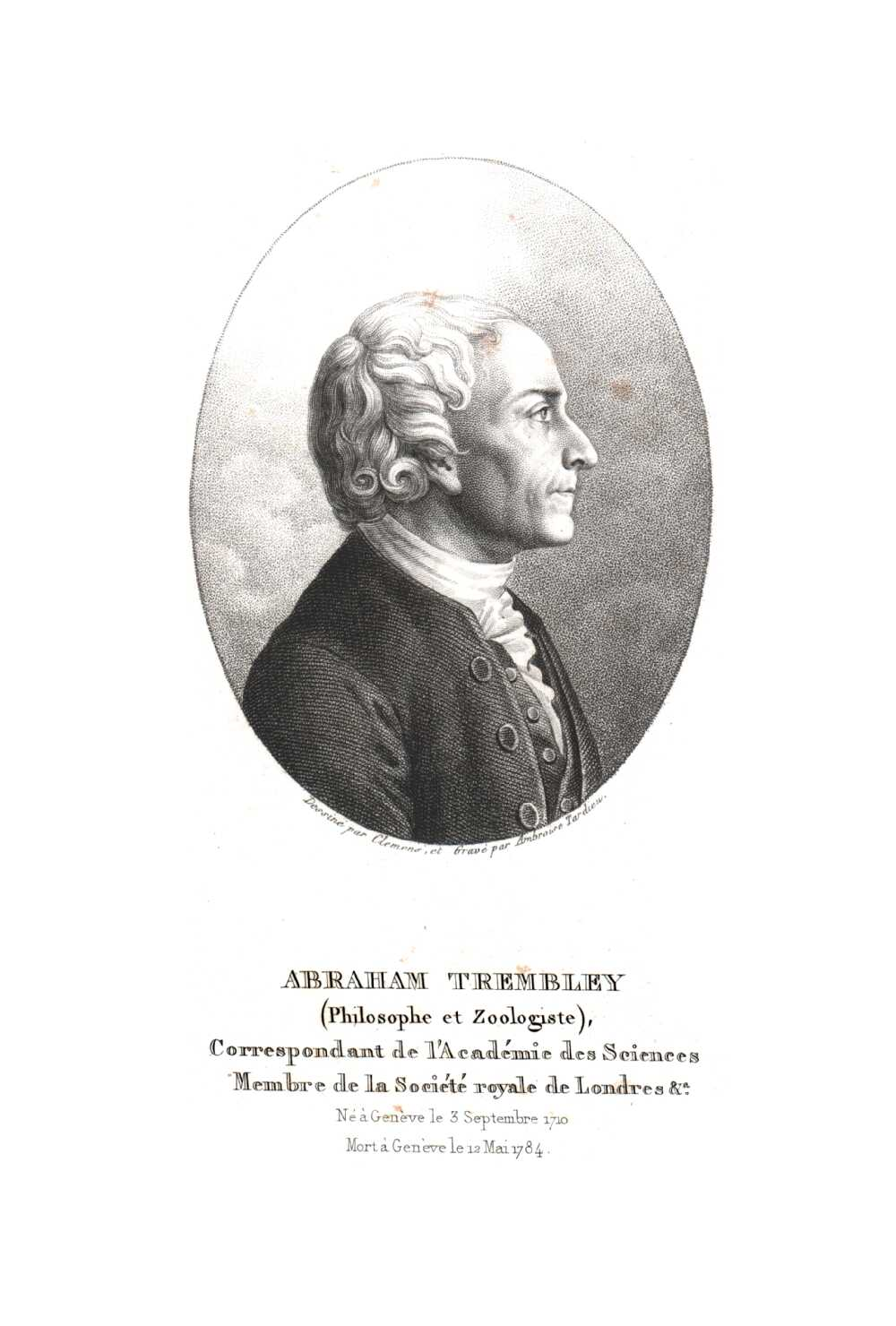
Abraham Trembley
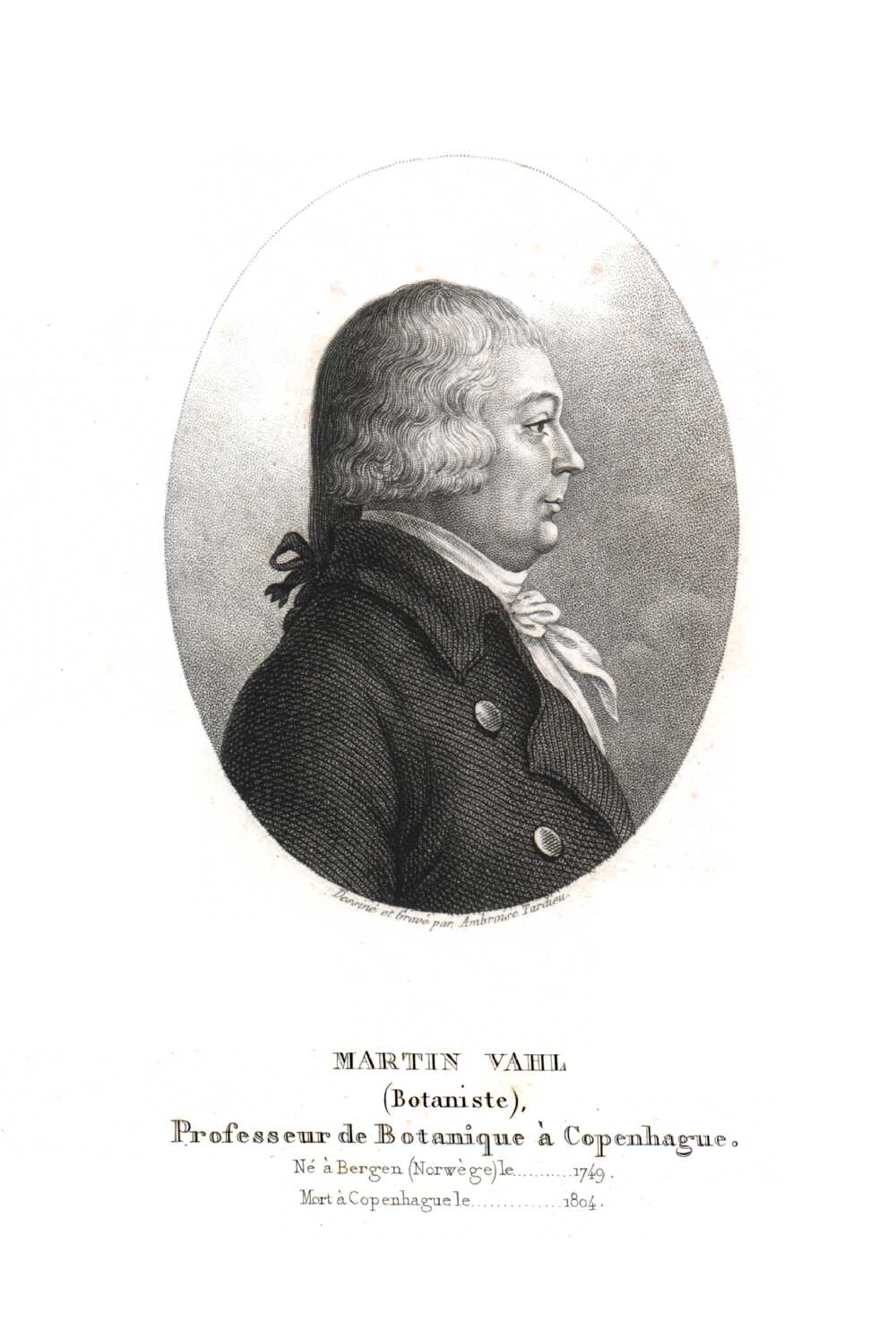
Martin Vahl
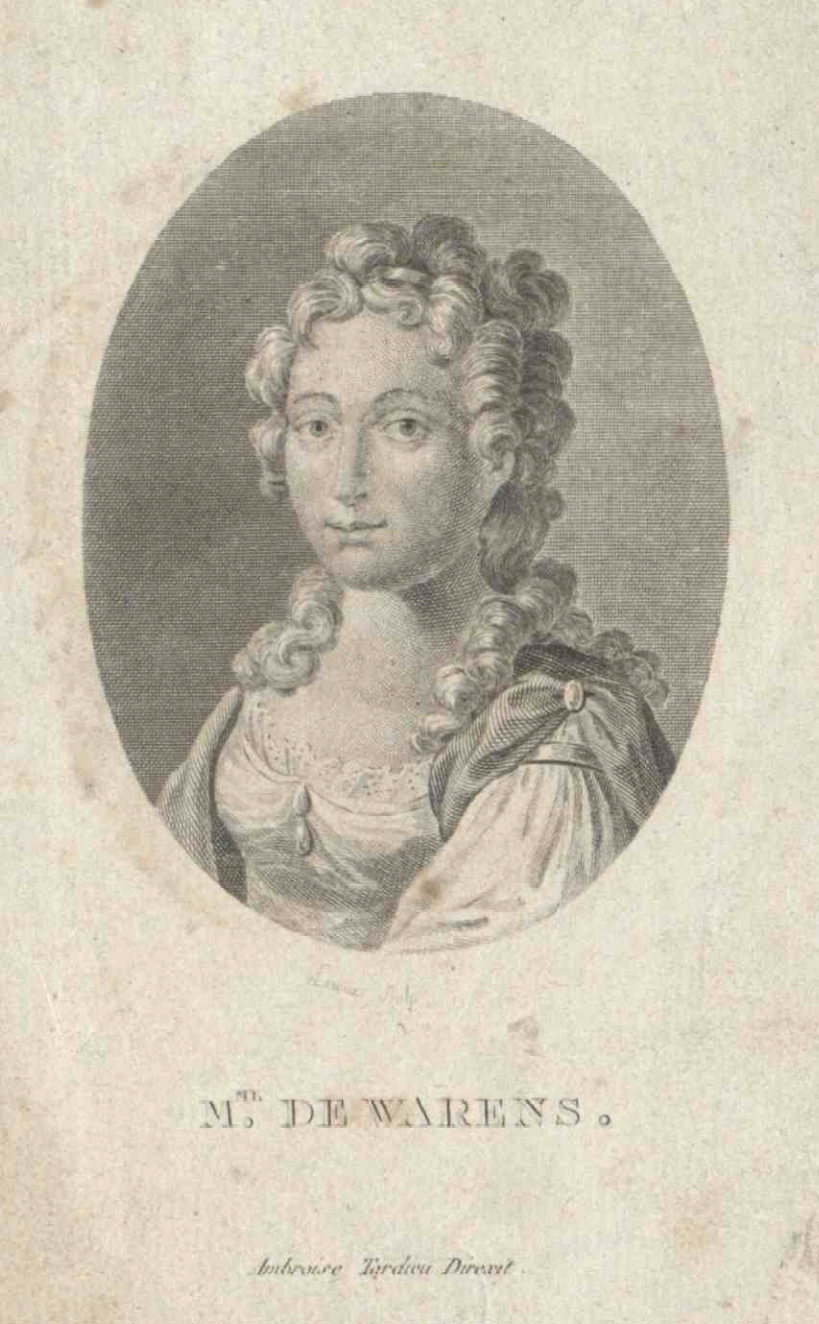
Françoise-Louise de Warens
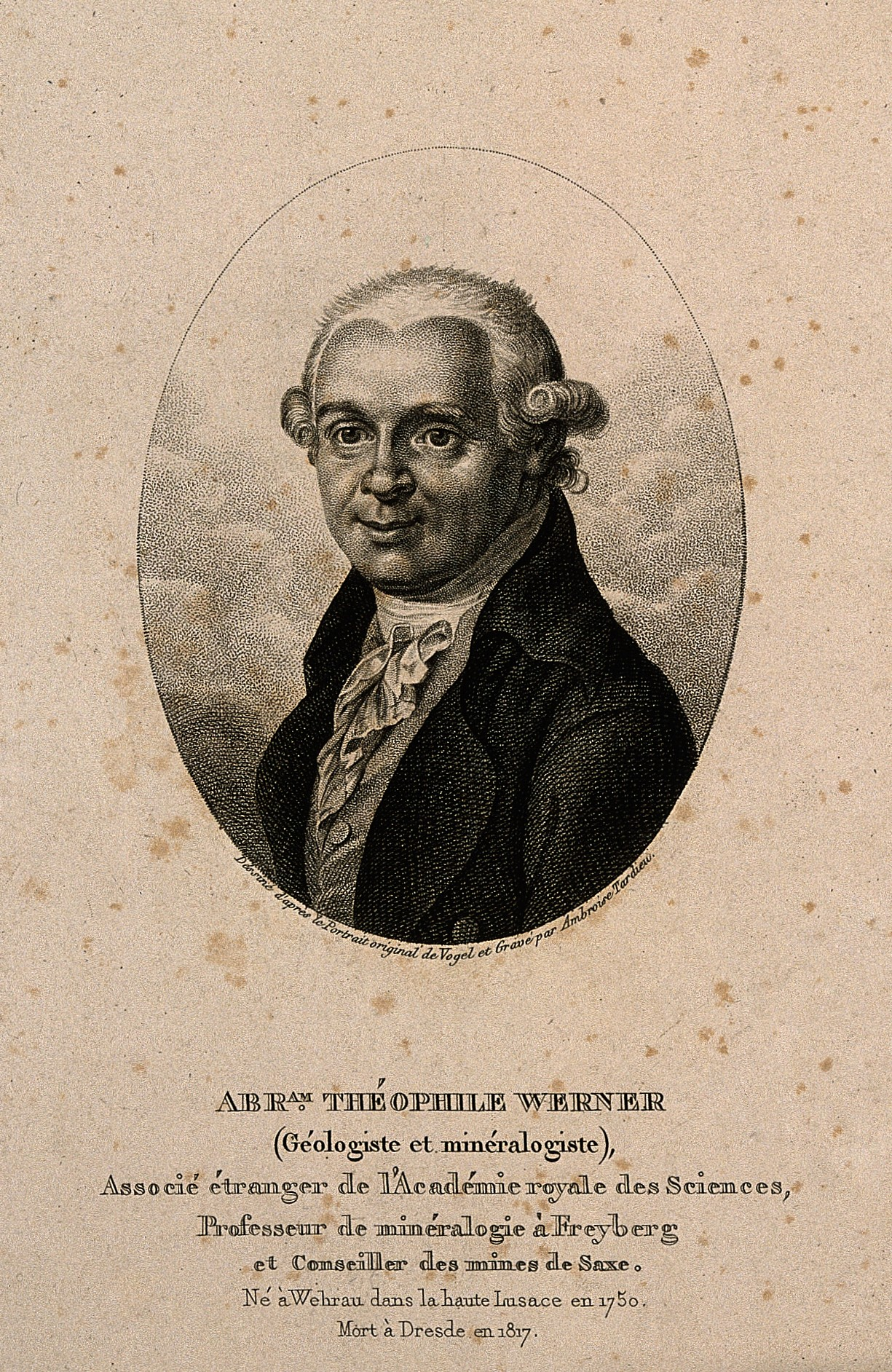
Abraham Gottlob Werner

## Musées et collections publiques

### France
- Archives patrimoniales d'Angers, Portrait de Pierre-Augustin Béclard, gravure.
- Musée basque et de l'histoire de Bayonne, Portrait d'Emmanuel Rey, aquatinte sur papier.
- Musée franco-américain du château de Blérancourt, Portrait de Benjamin Franklin, gravure[4].
- Bibliothèque Mériadeck, Bordeaux, Portrait de Charles-Louis de Secondat de Montesquieu, gravure.
- Bibliothèque-médiathèque d'Évreux, Portrait d'Étienne Louis Malus, gravure.
- Musée d'Orbigny Bernon, La Rochelle, Portrait de Jean-Baptiste Mercier Dupaty, gravure.
- Archives départementales de l'Hérault, Montpellier, Portrait de Jean-Baptiste Silva, gravure.
- Bibliothèque de l'École polytechnique, Portrait de Pierre Louis Dulong[5].
- Bibliothèque centrale des musées nationaux, palais du Louvre, Paris, recueil de gravures et dessins originaux.
- Bibliothèque nationale de France, Paris, Portraits de Christophe Colomb et de l'amiral Henri de Rigny, gravures.
- École nationale supérieure des beaux-arts, Paris, Portrait de Marc-Auguste Pictet, gravure.
- Institut national d'histoire de l'art, Paris, gravures de portraits.
- Musée d'art et d'histoire du judaïsme, Paris, Portrait de Marcus Elieser Bloch, gravure[6].
- Musée Carnavalet, Victoires et conquêtes des Français : bataille d'Arcole[7] ; bataille de Rivoli[8], gravures.
- Muséum national d'histoire naturelle, Paris, Carte des îles Savu, expédition de la corvette de S.M. la Coquille commandée par Louis Isidore Duperrey, Capitaine de corvette, levée par Auguste Bérard, gravée par Ambroise Tardieu, novembre 1823 ; Portrait de Jérôme Cardan, gravure.
- Musée du quai Branly - Jacques Chirac, Cascade à Port-Praslin, gravure d'après Louis Lejeune[9].
- Observatoire de Paris, Portrait d'Augustin Fresnel[10].
- Archives départementales du Finistère, Quimper, Portrait de Louis Charles Antoine Desaix, gravure.
- Musée d'art et d'histoire de Rochefort, Chefs de l'île de Bora-Bora, gravure.
- Musée national des châteaux de Malmaison et Bois-Préau, Rueil-Malmaison, Portraits d'Étienne Eustache Bruix[11] et d'Étienne Geoffroy Saint-Hilaire[12], gravures.
- Bibliothèque de la Société archéologique, historique et scientifique de Soissons, carte des environs de Carthage ; carte de Syracuse lors du siège des Athéniens, gravures.
- Archives départementales du Morbihan, Vannes, Portrait de Claude-Juste-Alexandre Legrand; gravure.
- Château de Versailles, Portraits de François Guillaume Jean Stanislas Andrieux, Jacques Barrelier[13], Henri Cochin[14], gravures.

### Pays-Bas
- Rijksmuseum Amsterdam, Portrait du botaniste Charles Bonnet, gravure d'après Jens Juel.

### Royaume-Uni
- British Museum, Londres, Portrait de René Descartes, gravure[15].
- Science Museum de Londres, Portrait de Joseph Priestley, gravure[16].

### Suisse

Ambroise Tardieu, plan de Paris, David Rumsey Map Center, Stanford

- Bibliothèque Werner Oechslin, Einsiedeln, La Colonne de la Grande Armée d'Austerlitz.
- Fondation de l'Hermitage, Lausanne, Portrait de Benjamin Constant, gravure.
- Musée suisse de l'appareil photographique, Vevey, Portrait de Humphry Davy, gravure.

### Canada
- Centre canadien d'architecture, Montréal, La Colonne de la Grande Armée d'Austerlitz.
- Bibliothèque des livres rares de l'université de Montréal, Des maladies mentales considérées sous les rapports médical, hygiénique et médico-légal.

### États-Unis
- Museum of the big bend, Alpine (Texas), Carte du Mexique, gravure, 1821[17].
- Académie des sciences naturelles, Philadelphie, plusieurs portraits gravés.
- Athénée de Philadelphie, Napoléon Bonaparte à la bataille d'Austerlitz, gravure[18].
- David Rumsey Map Center, Université Stanford, plan de Paris (photo ci-contre).

### Australie
- National Portrait Gallery of Australia, Canberra, Portrait de René Primevère Lesson, gravure[19].

## Collections privées
- Comte René Philippon (1870-1936), château de Vert-Cœur, Milon-la-Chapelle, La Colonne de la Grande Armée d'Austerlitz[20].

## Publications
- Jean-Jacques Barthélemy, Voyage du jeune Anacharsis en Grèce vers le milieu du quatrième siècle avant l'ère vulgaire, trente-neuf grandes gravures dont quinze cartes établies par Jean-Denis Barbié du Bocage et gravées par Ambroise Tardieu, Didot le jeune, Paris, an 7 de la République (1799).
- John Barrow, Voyage à la Cochinchine par les îles de Madère, de Ténérife et du Cap-Vert, le Brésil et l'île de Java, dix-huit planches gravés par Ambroise Tardieu, chez François Buisson, Paris, 1807.
- Jean-Baptiste Delambre, Histoire de l'astronomie ancienne, dix-huit planches gravées par Ambroise Tardieu, chez Madame Veuve Courcier, imprimeur-libraire pour les sciences, Paris, 1817.
- Ambroise Tardieu, Galerie des uniformes des Gardes nationales de France, chez Ambroise Tardieu, Paris, 1817.
- Général Mathieu Dumas, Précis des événements militaires de 1799 à 1807, plans gravés par Ambroise Tardieu, dix-neuf volumes, 1817-1826.
- Rollin, Atlas de la géographie ancienne, 1818.
- Portraits des généraux français, faisant suite aux victoires et conquêtes des français, Charles-Louis-Fleury Panckoucke, 1819.
- Monument national - Portraits des députés, écrivains et pairs constitutionnels, défenseurs invariables de la charte et de la loi des élections du 5 février 1817, dessinés et gravés par Ambroise Tardieu, édité par Ambroise Tardieu, 12 rue du Battoir-Saint-André, Paris, 1820-1821.
- Iconographie universelle ou collection de portraits de tous les personnages célèbres, chez Ambroise Tardieu, 1820-1828.
- Ambroise Tardieu, Atlas pour servir à l'intelligence de l'histoire générale des voyages, de Laharpe chez Étienne Ledoux, Paris, 1821.
- La Colonne de la Grande Armée d'Austerlitz ou de la Victoire, monument triomphal érigé en bronze, sur la place Vendôme à Paris - Description accompagnée de trente-six planches représentant la vue générale, les médailles, piédestaux, bas-reliefs et statue dont se compose ce monument, par Ambroise Tardieu, édité par Ambroise Tardieu, Paris, 1822.
- Édouard Lapene, Événements militaires devant Toulouse en 1814, grand plan hors-texte gravé par Ambroise Tardieu, chez Bidan, libraire, 1822.
- L. Sam Colart, instituteur, premier élève de l'abbé Gaultier, Histoire de France représentée par des tableaux synoptiques et par soixante-dix gravures, dédiée aux enfants de France et employée pour leur éducation, soixante-dix planches couleur par Ambroise Tardieu, chez Ambroise Tardieu, 1825.
- Aristide-Michel Perrot (nl), Manuel du graveur, ou traité complet de l'art de la gravure en tous genres, illustrations d'Ambroise Tardieu, Librairie encyclopédique de Roret, 1830.
- Manuel législatif de la Garde nationale française, 1831.
- Jean-Étienne-Dominique Esquirol, Des maladies mentales considérées sous les rapports médical, hygiénique et médico-légal, vingt-sept gravures sur cuivre par Ambroise Tardieu, Baillière, Paris, 1838.
- Buffon, Histoire universelle, cartes gravées par Ambroise Tardieu, 1839.
- Atlas universel de géographie, dressé par Ambroise Tardieu, publié par Amédée Tardieu, 1842.